# 5. August
Der 5. August ist der 217. Tag des gregorianischen Kalenders (der 218. in Schaltjahren), somit bleiben 148 Tage bis zum Jahresende.

## Ereignisse

### Politik und Weltgeschehen
- 0371 v. Chr.: In der Schlacht bei Leuktra bezwingt Theben Sparta und steigt in der Folge zum griechischen Hegemon auf.

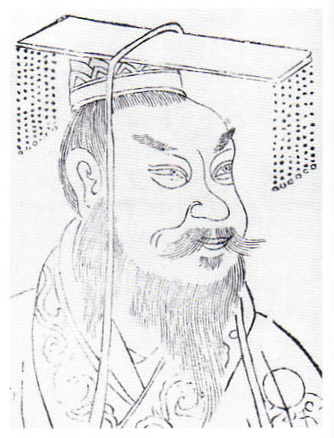
25: Han Guangwu di

- 0025: Im Kaiserreich China ruft sich Liu Xiu auf Drängen seiner Gefolgsleute zum Kaiser aus. Er begründet mit der Thronübernahme als Han Guangwu di die östliche Han-Dynastie.
- 0642: In der Schlacht von Maserfield besiegt Penda von Mercia, der letzte heidnische König der Angelsachsen, den christlichen König Oswald von Northumbria, der in der Schlacht fällt und später heiliggesprochen wird.
- 1068: Die Normannen unter Robert Guiskard beginnen mit der Belagerung von Bari, dem letzten Stützpunkt des Byzantinischen Reichs in Italien.
- 1100: Heinrich I. wird nach dem Tod seines Bruders Wilhelm II. in der Westminster Abbey zum König von England gekrönt.

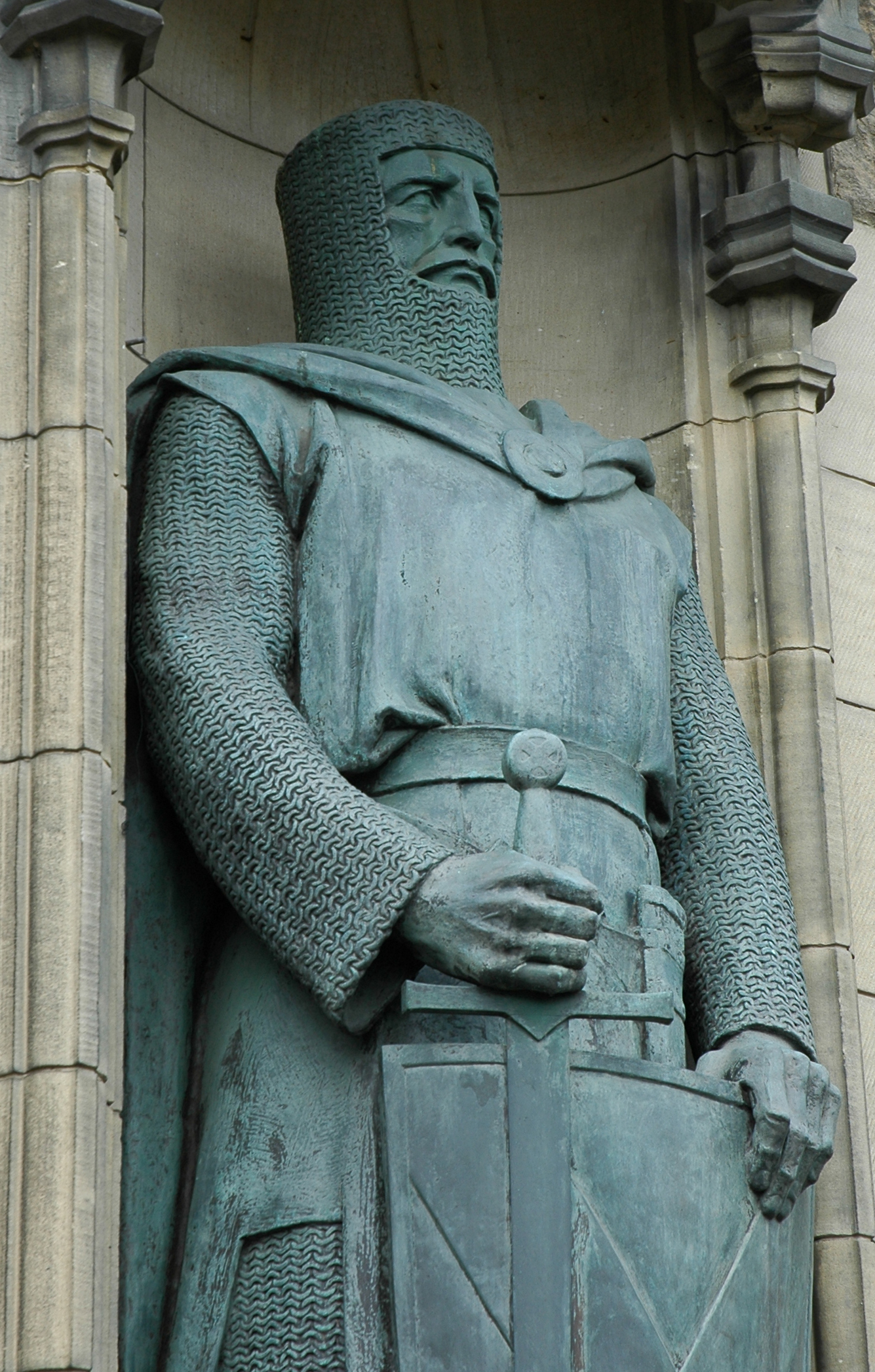
1305: William Wallace

- 1305: Der schottische Freiheitskämpfer William Wallace wird nach einem Verrat in Glasgow gefangen genommen und nach England gebracht.
- 1388: Ein englisches Heer wird in der Schlacht von Otterburn von ihren schottischen Gegnern besiegt.
- 1421: Während der Hussitenkriege bezwingt in der Schlacht bei Brüx ein kaiserlich-katholisches Entsatzheer unter Befehl Friedrich von Meißens radikale Hussiten.
- 1529: Luise von Savoyen und Margarethe von Österreich handeln den Damenfrieden von Cambrai aus und beenden so den Krieg der Liga von Cognac zwischen Kaiser Karl V. und Franz I. von Frankreich.

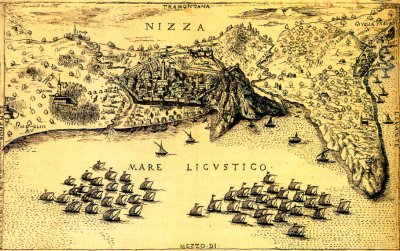
1543: Beginn der Belagerung von Nizza

- 1543: Beim Ringen um die Vorherrschaft in Italien zwischen den Häusern Valois und Habsburg beginnt eine verbündete französisch-osmanische Streitmacht mit der Belagerung von Nizza.
- 1583: Die Inbesitznahme der gesamten Region für die englische Krone durch Sir Humphrey Gilbert macht das Gebiet um St. Johns in Neufundland zur ältesten britischen Kolonie.
- 1589: Der Führer der Katholischen Liga, Charles de Lorraine, proklamiert Charles de Bourbon unter dem Namen Karl X. zum neuen französischen König, um zu verhindern, dass dessen hugenottischer Neffe Heinrich von Navarra den Thron besteigt.
- 1666: Im Englisch-Niederländischen Krieg endet der St. James’s Day Fight mit einem Erfolg der Engländer. Dem holländischen Admiral Michiel de Ruyter gelingt es jedoch, den Rückzug seiner Flotte nach der zweitägigen Seeschlacht geschickt zu decken.
- 1680: Mit der Grundsteinlegung beginnt der Bau der Festung Saarlouis nach den Plänen von Thomas de Choisy. Ludwig XIV. lässt die Anlage durch seinen Baumeister Vauban errichten, um Frankreichs neue Ostgrenze zu schützen.
- 1689: Die mit England verbündeten Irokesen greifen großteils unbefestigte Häuser französischer Siedler in Lachine an. Von den 375 Einwohnern werden 24 getötet und 76 gefangen genommen und gefoltert. Von den 77 Gebäuden werden 56 abgebrannt.

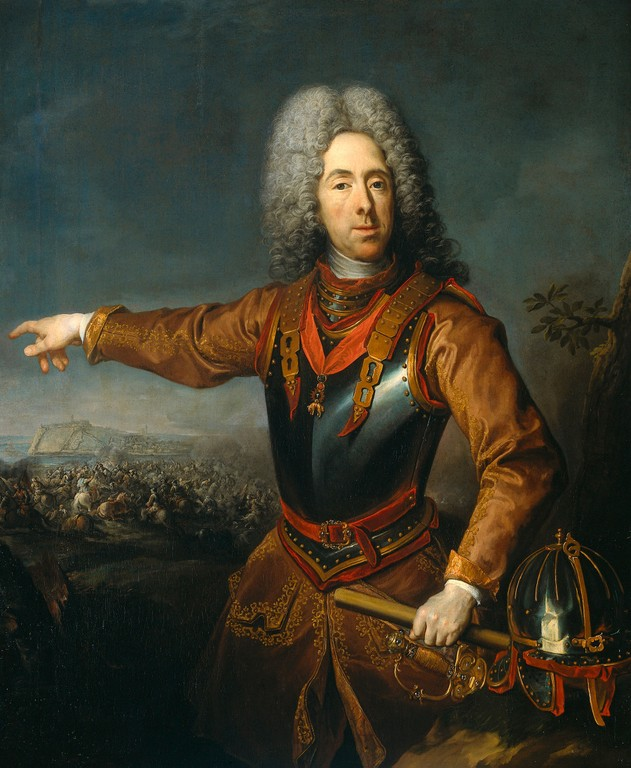
1716: Prinz Eugen

- 1716: Die kaiserliche Armee unter Prinz Eugen von Savoyen besiegt das osmanische Heer in der Schlacht von Peterwardein.
- 1730: Ein Fluchtversuch des preußischen Kronprinzen Friedrich aus der Erziehungsgewalt seines Vaters Friedrich Wilhelm I. mit Unterstützung seines Freundes Hans Hermann von Katte misslingt. Die beiden werden verhaftet.
- 1735: Überraschend sprechen die Geschworenen John Peter Zenger vom Vorwurf der Verleumdung des Gouverneurs von New York frei. Dieses Urteil trägt wesentlich zur Entwicklung der Pressefreiheit in den Vereinigten Staaten bei.

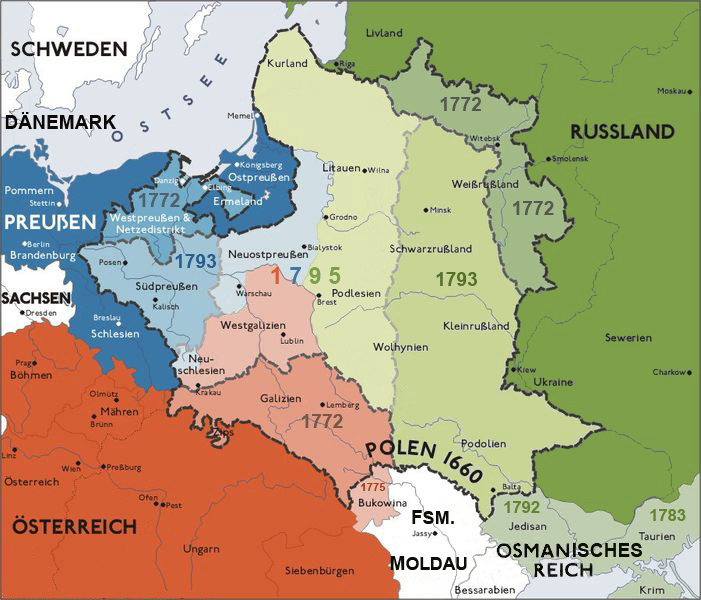
1772: Erste Teilung Polens

- 1772: In einem Vertrag zwischen Russland, Preußen und Österreich wird Polen erstmals geteilt. Die Adelsrepublik verliert über ein Viertel ihrer Gesamtfläche und mehr als ein Drittel der Einwohner. Friedrich der Große sichert sich dabei den Großteil des bisherigen Königlichen Preußens, sodass er sich ab diesem Zeitpunkt König von Preußen nennen kann.

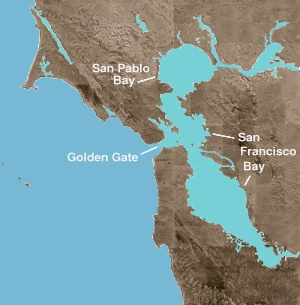
1775: San Francisco Bay

- 1775: Der spanische Seefahrer Juan de Ayala durchfährt als erster Europäer das Golden Gate in die heutige Bucht von San Francisco und ankert vor einer Insel, der er den Namen Isla de los Angeles gibt.
- 1781: In der unentschiedenen Schlacht auf der Doggerbank bekriegen sich ein britisches und ein holländisches Geschwader. Es ist die letzte Seeschlacht der Republik der Sieben Vereinigten Provinzen.
- 1796: Ein von Feldmarschall Dagobert Sigmund von Wurmser geleiteter österreichischer Angriff auf die im Italienfeldzug Napoleon Bonapartes ins Land eingedrungenen Franzosen wird in der Schlacht bei Castiglione von den Invasoren abgewehrt.
- 1864: Konteradmiral der Nordstaaten David Glasgow Farragut siegt in der Schlacht in der Mobile Bay und kann den Südstaaten damit einen wichtigen Nachschubhafen entreißen.
- 1882: Cetshwayo kaMpande, letzter souveräner König der Zulu, trifft für eine Audienz bei Königin Victoria in London ein.
- 1906: Mozaffar ad-Din Schah unterzeichnet ein Dekret zur Schaffung eines Parlaments (Madschlis) im Iran.
- 1907: Casablanca wird von zwei zur Befriedung ausländerfeindlicher Unruhen eingetroffenen französischen Kriegsschiffen bombardiert.
- 1914: Erster Weltkrieg: Als Reaktion auf den am Vortag erfolgten Einmarsch deutscher Truppen in das neutrale Belgien erklärt Großbritannien dem Deutschen Reich den Krieg.

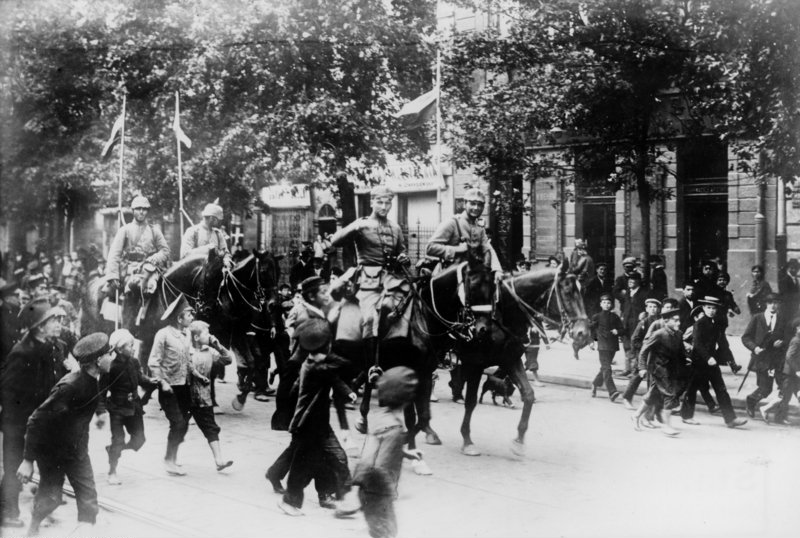
1915: Deutsche Kavallerie in Warschau

- 1915: Deutsche Truppen besetzen im Ersten Weltkrieg Warschau.
- 1916: Auf der Sinai-Halbinsel endet die Schlacht von Romani mit dem Rückzug der osmanischen Truppen. Die Initiative auf diesem Kriegsschauplatz geht damit endgültig auf die Ententestreitkräfte über.
- 1920: Der Deutsche Reichstag beschließt mehrheitlich das Entwaffnungsgesetz und befolgt damit eine Verpflichtung aus Artikel 177 des Versailler Vertrags.
- 1931: Der NSDAP-Funktionär und späterer Kriegsverbrecher Werner Best verfasst die Boxheimer Dokumente für eine gewaltsame Machtübernahme im Deutschen Reich durch Mitglieder der NSDAP.
- 1934: US-Präsident Franklin D. Roosevelt präsentiert den so genannten New Deal zur Ankurbelung der Wirtschaft und Bekämpfung von Armut und Massenarbeitslosigkeit.
- 1944: Warschauer Aufständische befreien 348 jüdische Zwangsarbeiter aus einem Arbeitslager.
- 1944: Ein schwerer alliierter Luftangriff auf Magdeburg kostet 683 Menschenleben und führt zum Verlust von Wohnungen für etwa 13.000 Einwohner.
- 1944: Im Internierungslager beim australischen Cowra ereignet sich durch japanische Kriegsgefangene der vermutlich historisch größte Gefangenenausbruch. Die Aktion kostet insgesamt 231 Japaner und vier Wachleute das Leben, 108 Japaner werden verwundet. Alle Geflohenen sind neun Tage später wieder in militärischem Gewahrsam.
- 1945: In Berlin nimmt der amerikanische Armeesender American Forces Network (AFN) den Sendebetrieb auf.
- 1950: Die Charta der deutschen Heimatvertriebenen, mit der zum Verzicht auf Rache und Vergeltung aufgerufen wird, wird von den deutschen Landsmannschaften verabschiedet.
- 1951: Eduardo Chibás, der Kandidat der Partido del Pueblo Cubano (Ortodoxo) für die Präsidentschaftswahlen in Kuba, versucht sich nach einer Radiosendung vor laufenden Mikrofonen zu erschießen, um so einen Aufstand gegen den amtierenden Präsidenten Carlos Prío Socarrás auszulösen. Das Vorhaben scheitert jedoch, da die Mikrofone bereits ausgeschaltet sind. Chibás stirbt wenige Tage später.
- 1960: Obervolta, das spätere Burkina Faso, wird von Frankreich unabhängig.
- 1962: Die südafrikanischen Anti-Apartheids-Aktivisten Nelson Mandela und Cecil Williams, beide Mitglieder des African National Congress und dessen militärischen Arms Umkhonto we Sizwe, werden während einer Autofahrt bei Howick in KwaZulu-Natal verhaftet. Während der Weiße Williams bereits am nächsten Tag in Hausarrest entlassen wird, wird Mandela erst 1990 wieder freikommen.
- 1963: Im Moskauer Kreml unterzeichnen die Außenminister von Großbritannien, der UdSSR und den USA den Vertrag über das Verbot von Kernwaffenversuchen in der Atmosphäre, im Weltraum und unter Wasser.
- 1964: Als Reaktion auf den Tonkin-Zwischenfall beginnen die USA in der »Operation Pierce Arrow« mit der Bombardierung nordvietnamesischer Marinestützpunkte.
- 1975: Die Deutsche Umwelthilfe wird gegründet.
- 1994: In Havanna kommt es zu den schwersten Unruhen seit Machtantritt Fidel Castros. In der Folge hebt Kubas Regierung die Bewachung der Küstengewässer auf und löst dadurch eine Massenflucht in die USA aus.
- 1995: Während der Militäroperation Oluja wird die von serbischen Freischärlern besetzte Stadt Knin durch kroatische Truppen zurückerobert.
- 2003: In der indonesischen Hauptstadt Jakarta explodiert eine Bombe vor dem J.W. Marriott Hotel und tötet zwölf Menschen.
- 2005: Beim bisher größten Bankraub Brasiliens und einem der größten in der Geschichte überhaupt werden aus der Zentralbankfiliale in Fortaleza über 150 Mio. Real (ca. 52 Mio. Euro) gestohlen.
- 2010: Das Grubenunglück von San José ereignet sich. 33 Minenarbeiter sind eingeschlossen. Ihre Rettung gelingt am 13. Oktober.

### Wirtschaft
- 1810: Ergänzend zur Kontinentalsperre lässt Napoleon Bonaparte in Frankreich im Dekret von Trianon 50 Prozent Zoll auf Importwaren ungeachtet ihres Ursprungs erheben.

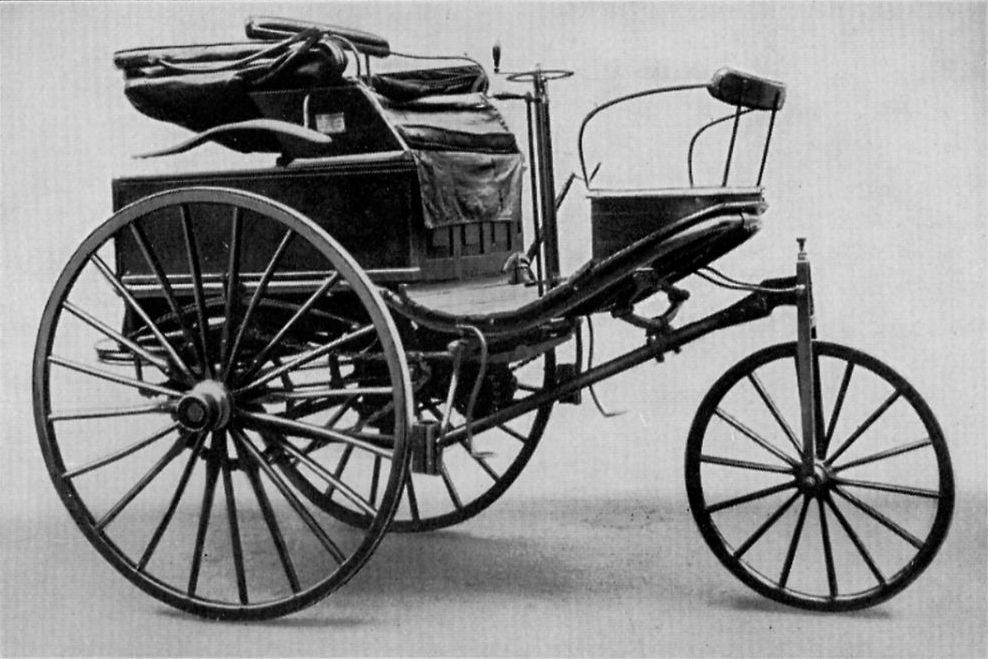
1888: Der Benz Patent-Motorwagen Nr. 3

- 1888: Ohne Wissen ihres Mannes Carl fährt Bertha Benz mit ihren beiden Söhnen Richard und Eugen im bereits patentierten Motorwagen von Mannheim nach Pforzheim. Diese mit 106 Kilometern Streckenlänge erste erfolgreiche Überlandfahrt trägt wesentlich dazu bei, die noch bestehenden Vorbehalte von potentiellen Kunden zu zerstreuen und ermöglicht in der Folge den wirtschaftlichen Erfolg der Firma.

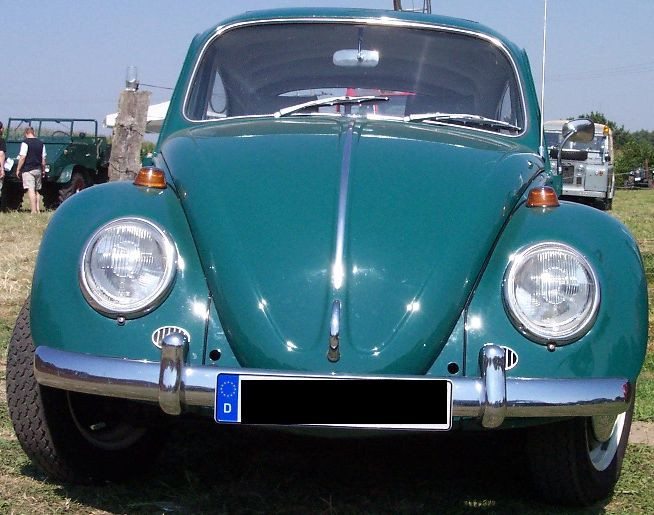
1955: VW Käfer

- 1955: Der millionste VW Käfer läuft im Volkswagenwerk in Wolfsburg vom Band.
- 1999: Die Deutsche Telekom erwirbt für etwa 20 Milliarden DM die britische Mobilfunkgesellschaft One-2-One.

### Wissenschaft und Technik
- 1884: Der Grundstein für die Errichtung des Sockels für die Freiheitsstatue wird gelegt.
- 1914: In Cleveland wird mit dem Simplex Traffic Signal die erste Verkehrsampel Nordamerikas aufgestellt.
- 1920: Leon Theremin führt sein Ätherophon – das erste benutzbare elektronische Musikinstrument und einzige Musikinstrument, das ohne körperliche Berührung gespielt wird – auf einer Moskauer Industriemesse erstmals öffentlich vor.
- 1950: Geschichte des Rundfunks: In München findet die konstituierende Sitzung der ARD statt.
- 2011: Die NASA-Raumsonde Juno, zur Erforschung des Planeten Jupiter, wird gestartet.

### Kultur

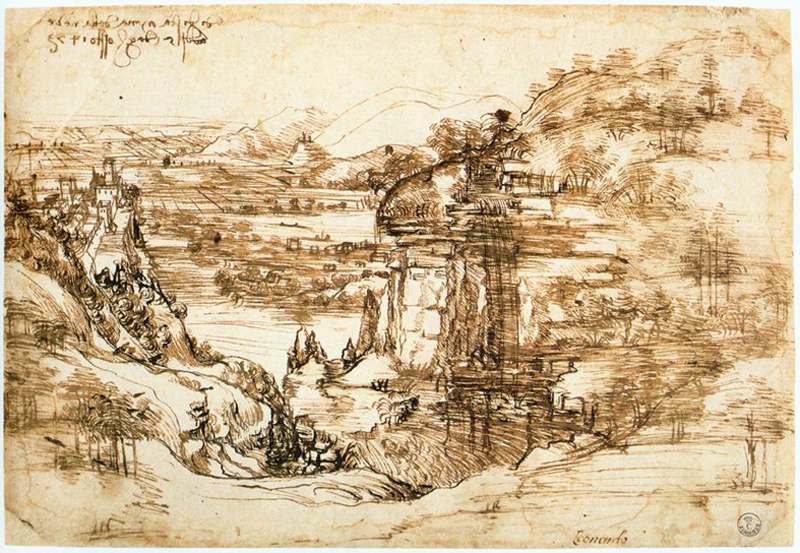
1473: Landschaft mit Fluss

- 1473: Leonardo da Vinci signiert seine Zeichnung Landschaft mit Fluss. Sie wird als das erste Beispiel einer reinen Landschaftsdarstellung in der europäischen Kunst bezeichnet.
- 1667: Auch die Zweitfassung von Molières Komödie Tartuffe ou L'Imposteur löst einen Skandal aus und wird mit Aufführungsverbot belegt.
- 1705: Die Uraufführung der Oper Die römische Unruhe oder Die edelmütige Octavia von Reinhard Keiser findet am Theater am Gänsemarkt in Hamburg statt.
- 1798: Die Oper Le Rendez-vous supposé ou Le Souper de famille von Henri Montan Berton wir an der Opéra-Comique in Paris uraufgeführt.
- 1962: Die Filmschauspielerin Marilyn Monroe wird in ihrer Wohnung in Los Angeles leblos aufgefunden. Die am selben Tag durchgeführte Autopsie ergibt als Todesursache eine tödliche Medikamentenvergiftung.
- 1966: Revolver, das siebente Album der Beatles, erscheint in Großbritannien und den USA.
- 1967: Mit The Piper at the Gates of Dawn erscheint das erste Album von Pink Floyd.
- 1983: In Deutschland startet der James-Bond-Film Octopussy in den Kinos.

### Religion
- 1898: In der Enzyklika Spesse volte ruft Papst Leo XIII. den Klerus in Italien auf, dem Unterdrücken katholischer Institutionen zu begegnen.

### Katastrophen
- 1949: Bei einem Erdbeben der Stärke 6,8 in Ambato, Ecuador werden 50 Ortschaften zerstört und 6000 Menschen getötet.

Kleinere Unglücksfälle sind in den Unterartikeln von Katastrophe und in der Liste von Katastrophen aufgeführt.

### Sport

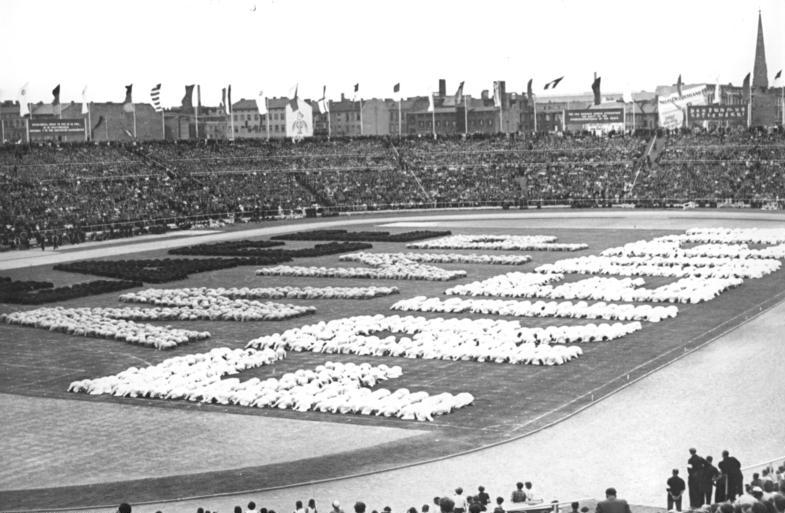
1951: Sportschau der Jugend nach der Eröffnung

- 1901: Der irische Leichtathlet Peter O’Connor springt in Dublin 7,61 Meter weit. Er wird später daher erster Weitspringer in der Weltrekordliste der IAAF.
- 1951: Unter großem propagandistischem Aufwand werden die III. Weltjugendfestspiele in Ost-Berlin eröffnet.
- 2012: Der jamaikanische Sprinter Usain Bolt wiederholt bei den Olympischen Sommerspielen in London seinen Erfolg im 100-Meter-Lauf von vor vier Jahren.

Einträge von Leichtathletik-Weltrekorden befinden sich unter der jeweiligen Disziplin unter Leichtathletik.

## Geboren

### Vor dem 18. Jahrhundert

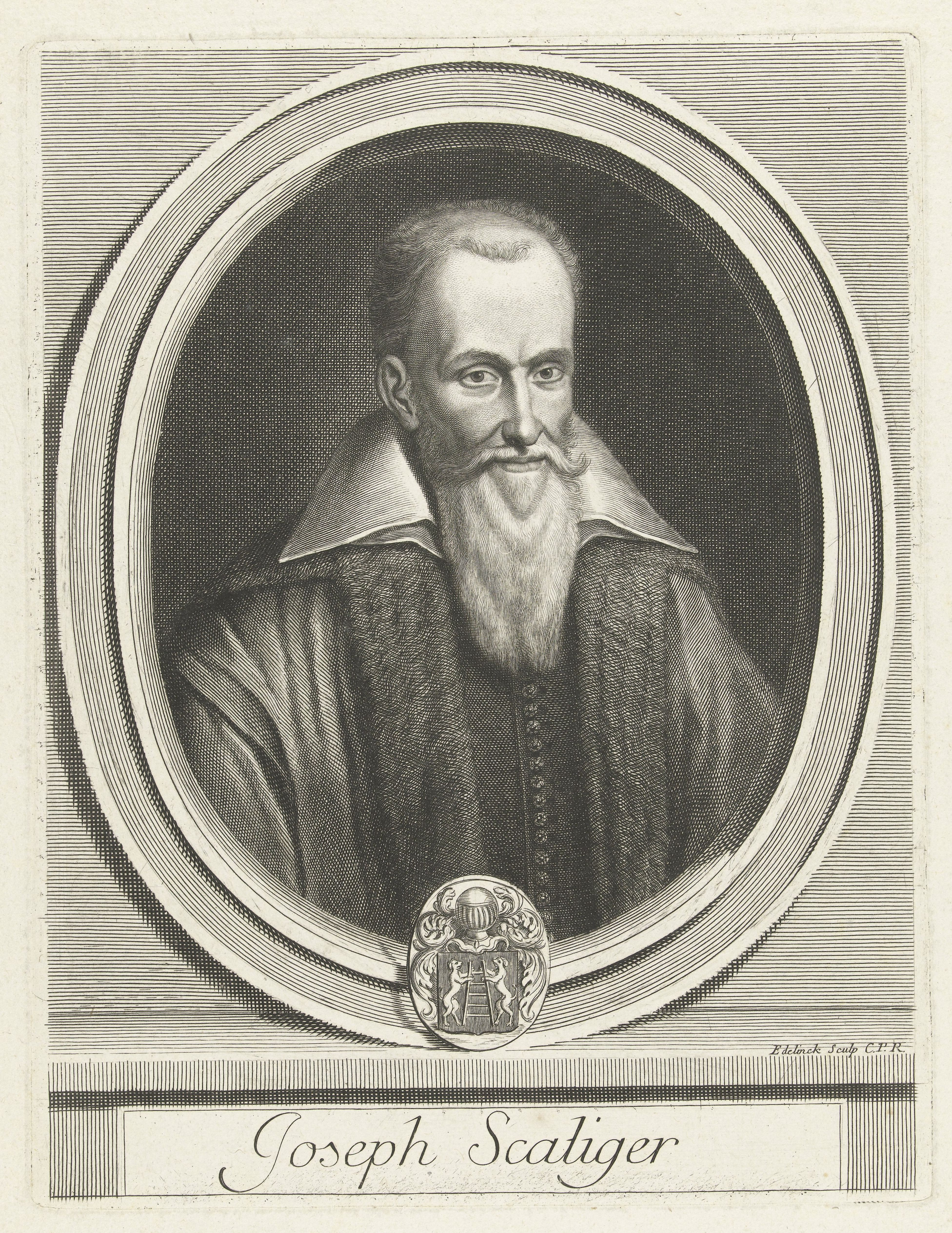
Joseph Justus Scaliger (* 1540)

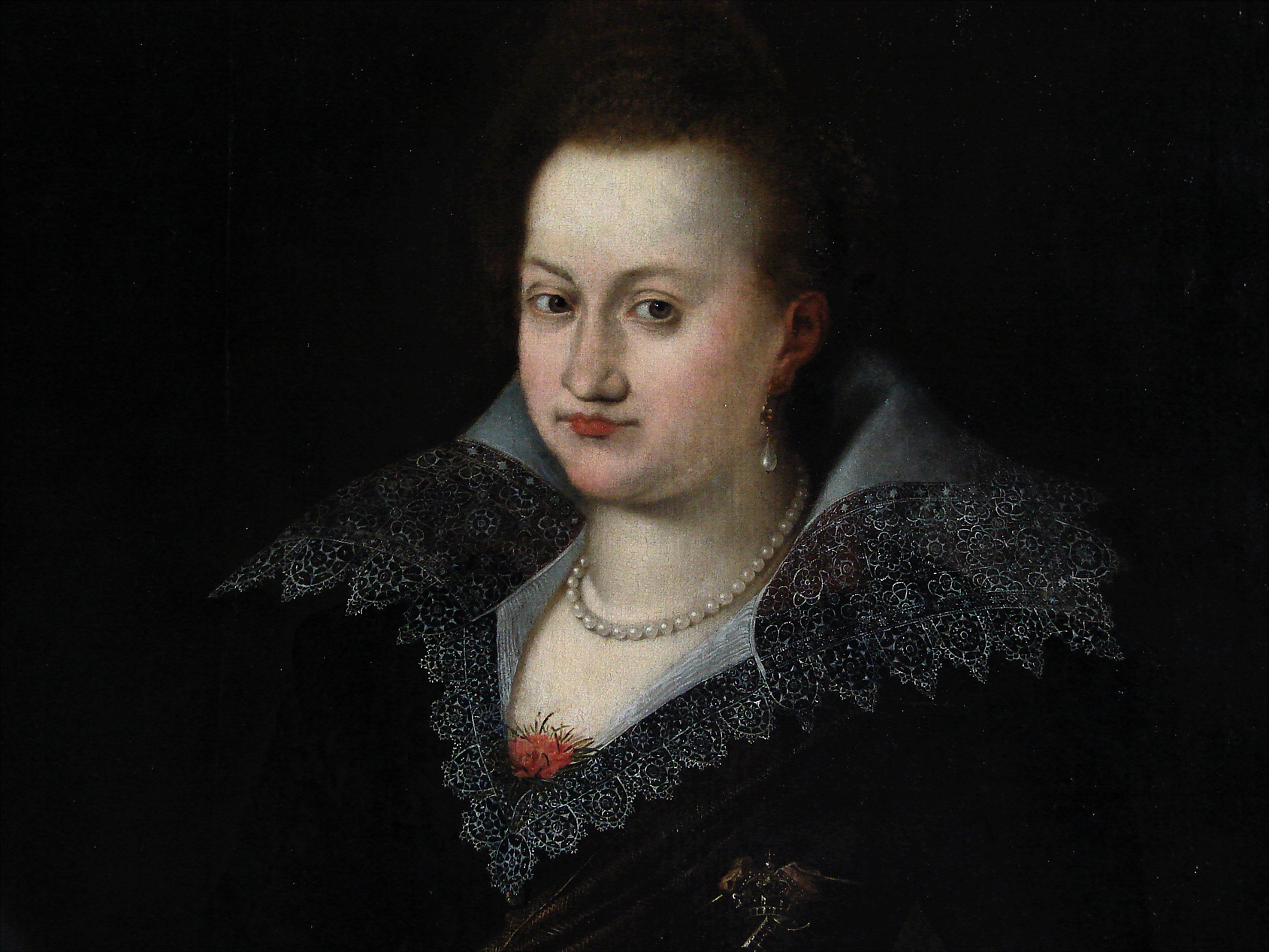
Hedwig von Dänemark (* 1581)

- 1301: Edmund of Woodstock, 1. Earl of Kent, englischer Adeliger
- 1461: Alexander, Großfürst von Litauen und König von Polen
- 1540: Joseph Justus Scaliger, französischer Humanist
- 1578: Charles d’Albert, duc de Luynes, Günstling und Berater Ludwigs XIII.
- 1581: Hedwig von Dänemark, Kurfürstin von Sachsen
- 1591: August Erich, deutscher Porträtmaler, Ratsherr und Stadtbaumeister
- 1602: Andreas Kunad, deutscher Pädagoge und lutherischer Theologe
- 1607: Philipp Friedrich Böddecker, deutscher Komponist und Organist
- 1623: Albrecht Sigismund von Bayern, Fürstbischof von Freising
- 1623: Antonio Cesti, italienischer Komponist
- 1629: Charles Colbert, marquis de Croissy, französischer Diplomat und Außenminister
- 1631: Adam Adamandy Kochański, polnischer Mathematiker
- 1645: Karl von Schomberg, deutschstämmiger General im Dienst verschiedener Herren
- 1668: Johann Peter von Ludewig, deutscher Historiker
- 1676: Johann Heinrich Burckhard, deutscher Arzt, Botaniker und Numismatiker
- 1687: Maria Ernestine Francisca von Rietberg, Gräfin von Rietberg
- 1694: Leonardo Leo, italienischer Komponist
- 1699: Ferdinand Maria Innozenz von Bayern, bayerischer Prinz und kaiserlicher Generalfeldmarschall

### 18. Jahrhundert
- 1707: Anton Gartner, böhmischer Orgelbauer
- 1714: Johann Rochus Egedacher, Salzburger Orgelbauer

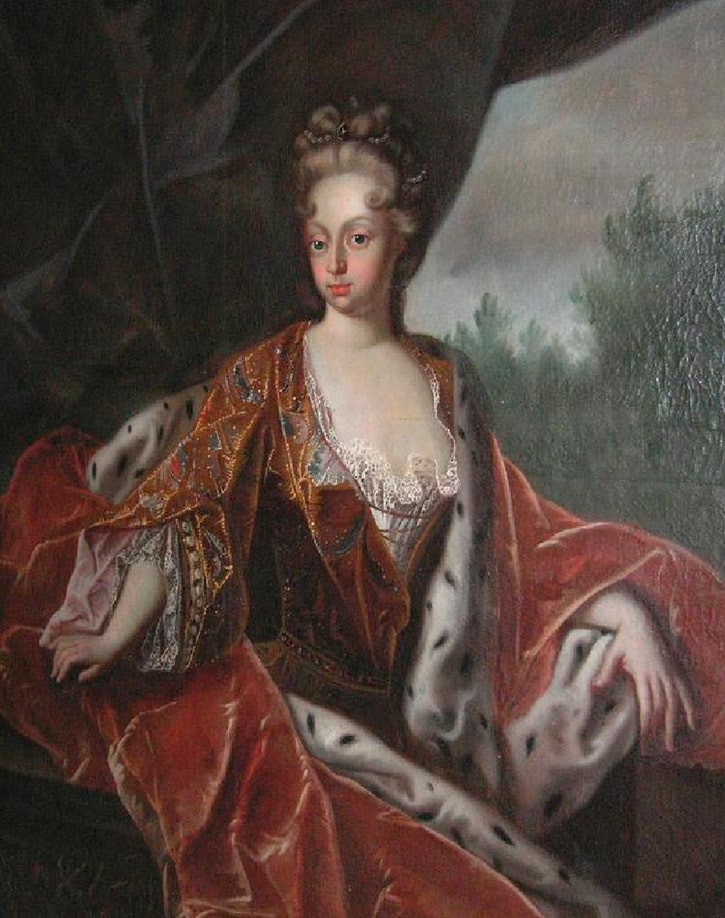
Charlotte Sophie Bentinck (* 1715)

- 1715: Charlotte Sophie Bentinck, deutsche Adlige
- 1718: Tommaso Maria Ghilini, italienischer Kardinal
- 1730: Georg Joachim Zollikofer, deutscher Kirchenliederdichter
- 1737: Johann Friedrich Struensee, deutscher Arzt, Minister in Dänemark
- 1745: Johann Georg Pfranger, deutscher evangelischer Geistlicher
- 1749: Thomas Lynch junior, US-amerikanischer Jurist, Gründervater, Mitunterzeichner der Unabhängigkeitserklärung
- 1752: Johann Philipp Bach, deutscher Musiker und Maler
- 1756: Karl Friedrich Häberlin, deutscher Jurist
- 1756: Maria Gottliebin Kummer, deutsche radikalpietistische Visionärin
- 1758: Go-Momozono, 118. Kaiser von Japan
- 1758: Maria Anna Moser, österreichische Malerin

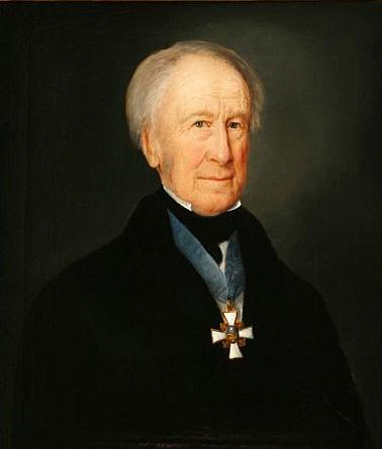
Wilhelm Carl Ferdinand von Ahlefeldt (* 1769)

- 1769: Wilhelm Carl Ferdinand von Ahlefeldt, Domherr des Domkapitels des Lübecker Doms
- 1773: Ludwig I., König von Etrurien
- 1775: Joseph Moralt, deutscher Musiker und Dirigent
- 1778: Georg Gottfried Rudolph, deutscher Diener und Privatsekretär von Friedrich Schiller
- 1783: Karl Gottlob Boguslav von Zychlinsky, preußischer Gutsbesitzer und Politiker
- 1784: Stephan Behlen, deutscher Forstwissenschaftler, Herausgeber und Sachbuchautor
- 1787: Carl Joseph Anton Mittermaier, deutscher Jurist und Politiker
- 1795: Byron Diman, US-amerikanischer Politiker
- 1800: Otto Bernhard von Verdion, deutscher Hofbeamter, Schriftsteller und Rittergutsbesitzer

### 19. Jahrhundert

#### 1801–1850

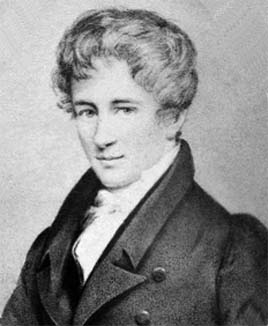
Niels Henrik Abel (* 1802)

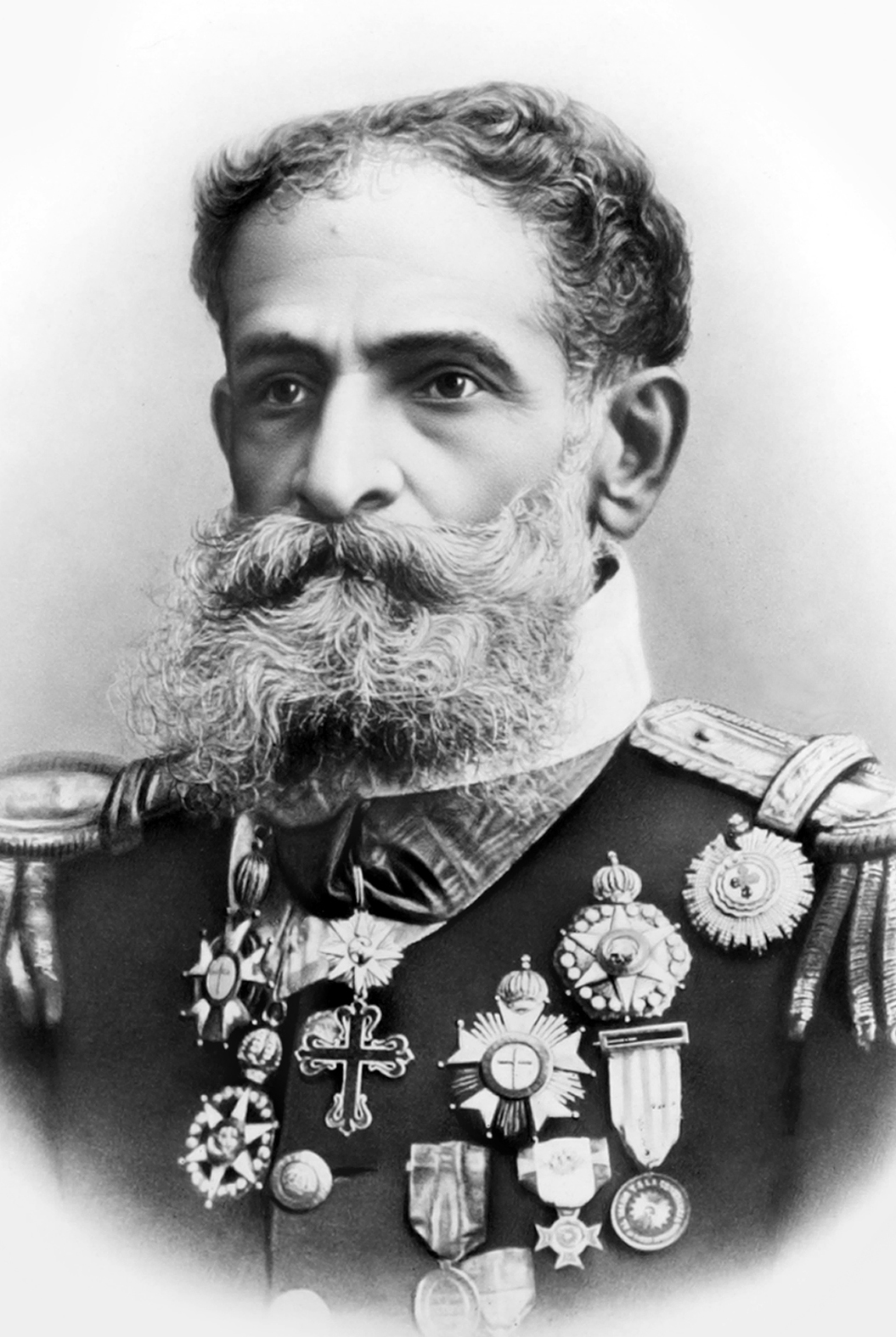
Manuel Deodoro da Fonseca (* 1827)

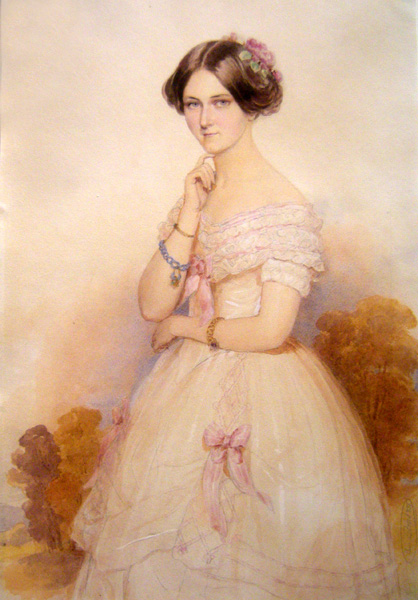
Carola von Wasa-Holstein-Gottorp (* 1833)

- 1802: Niels Henrik Abel, norwegischer Mathematiker
- 1809: Carl August Friedrich Fetzer, württembergischer liberaler Politiker
- 1811: Ambroise Thomas, französischer Komponist
- 1813: Ivar Aasen, norwegischer Dichter und Sprachforscher
- 1815: Edward John Eyre, australischer Forschungsreisender
- 1815: Hermann Köchly, deutscher Altphilologe
- 1817: Carl Friedrich Zimmermann, deutscher Instrumentenbauer
- 1819: John Bidwell, US-amerikanischer Siedler und Anführer auf dem California Trail
- 1822: Johann Georg Herzog, deutscher Organist, Komponist und Hochschullehrer
- 1826: Sophie Alberti, deutsche Schriftstellerin
- 1826: Paul Stumpf, deutscher Politiker und Fabrikant
- 1827: Manuel Deodoro da Fonseca, brasilianischer Marschall und erster Präsident Brasiliens
- 1828: Luise von Oranien-Nassau, Prinzessin der Niederlande, Königin von Schweden und Norwegen
- 1829: Josef Václav Frič, tschechischer Schriftsteller, Journalist und Politiker
- 1833: Carola von Wasa-Holstein-Gottorp, Königin von Sachsen
- 1834: Alexander Brückner, deutscher Geschichtsschreiber
- 1834: Ewald Hering, deutscher Physiologe und Hirnforscher
- 1835: Alfred Fiedler, deutscher Arzt
- 1835: Christian Wagner, deutscher Schriftsteller und Kleinbauer
- 1842: Ferdinand Keller, deutscher Maler
- 1844: Ludwig von Knebel Doeberitz, preußischer Gutsbesitzer und Politiker
- 1844: Ilja Jefimowitsch Repin, russischer Maler
- 1846: João Gomez de Araújo, brasilianischer Komponist
- 1850: Guy de Maupassant, französischer Schriftsteller, Dichter und Journalist

#### 1851–1900

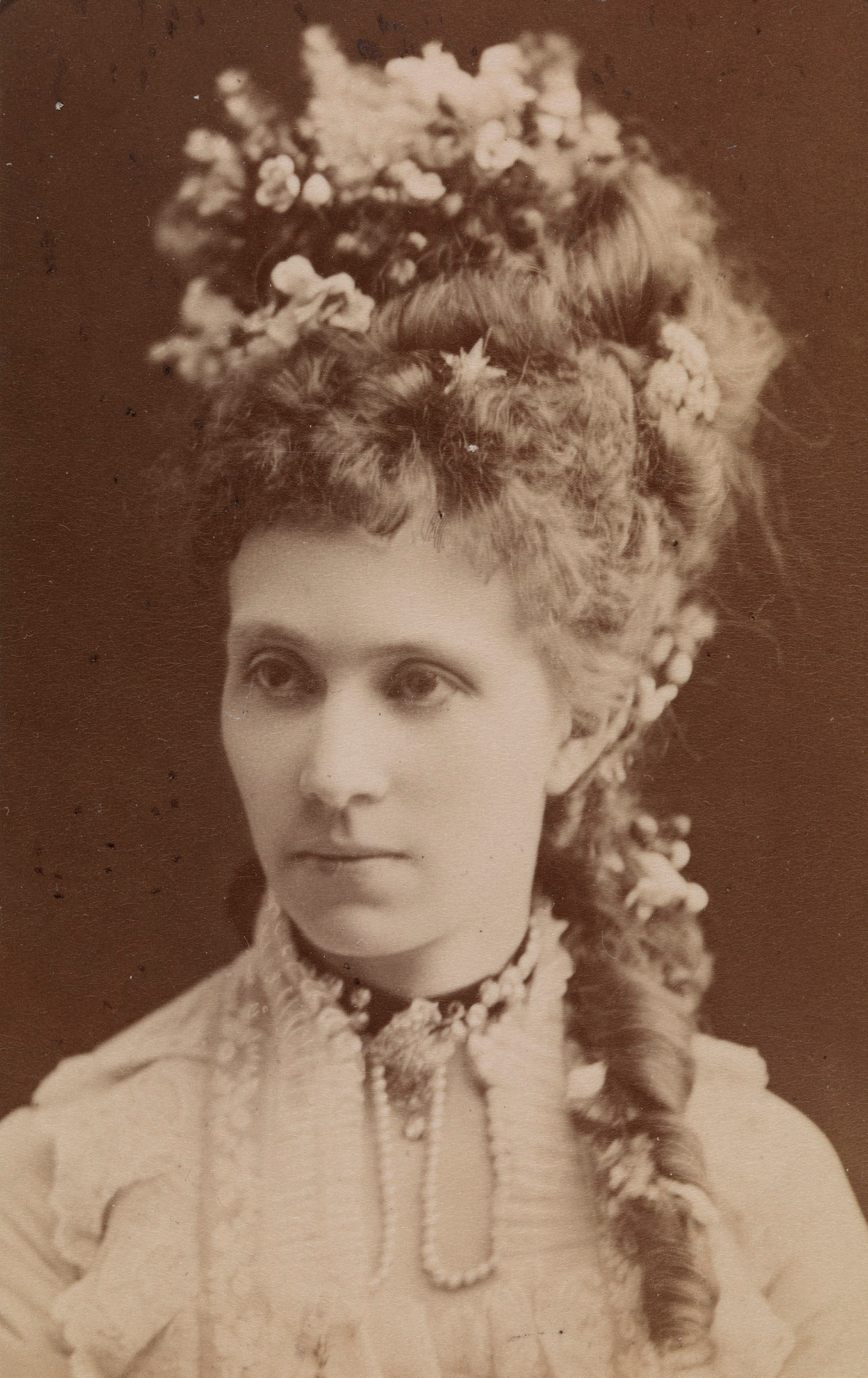
Maria das Neves von Braganza (* 1852)

- 1852: Maria das Neves von Braganza, Infantin von Portugal

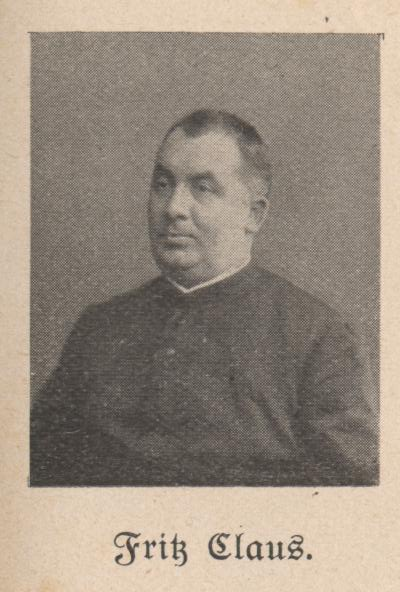
Fritz Claus (* 1853)

- 1853: Fritz Claus, deutscher Pfarrer, Schriftsteller, Pfälzer Mundartdichter und Sänger
- 1858: Hermann Kobold, deutscher Astronom
- 1858: Henry Siddons Mowbray, US-amerikanischer Maler
- 1860: Oswald Wirth, Schweizer Ministerialbibliothekar in Paris und freimaurerischer Schriftsteller
- 1862: Selma von der Heydt, deutsche Mäzenin
- 1862: Joseph Merrick, britischer Schausteller, als „Elefantenmensch“ bekannt
- 1863: Hans Schukowitz, österreichischer Schriftsteller
- 1864: Edmond van Aubel, belgischer Experimentalphysiker
- 1864: Irene Forbes-Mosse, deutsche Schriftstellerin und Malerin
- 1865: Frida Bettingen, deutsche Schriftstellerin
- 1866: Carl Dietrich Harries, deutscher Chemiker
- 1866: Verena Rodewald, deutsche Frauenrechtlerin und Politikerin
- 1868: Oskar Merikanto, finnischer Komponist

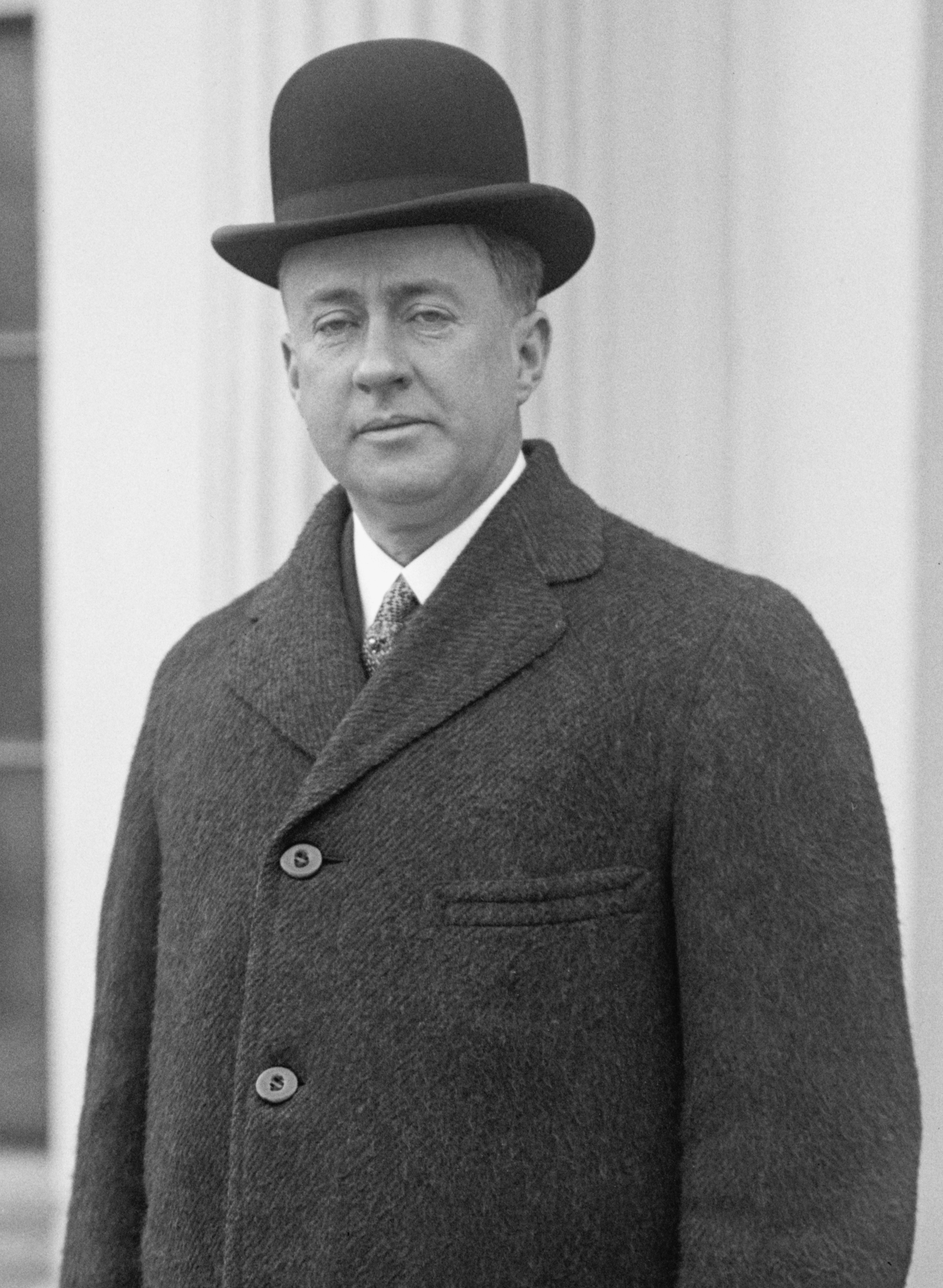
J. C. W. Beckham (* 1869)

- 1869: J. C. W. Beckham, US-amerikanischer Politiker
- 1870: H. B. Irving, englischer Schauspieler, Theatermanager und Autor
- 1871: Aron Freimann, jüdisch-deutscher Historiker
- 1871: Ignacy Kazimierz Ledóchowski, polnischer General
- 1872: Theresia Albers, deutsche Lehrerin und Ordensgründerin
- 1873: Kurt Arndt, deutscher Chemiker
- 1874: Wesley Clair Mitchell, US-amerikanischer Ökonom
- 1875: Malin Craig, US-amerikanischer General
- 1876ː Mary Ritter Beard, amerikanische Historikerin, Autorin, Frauenrechtlerin
- 1876ː Elsa Laura von Wolzogen,  deutsche Lauten-Sängerin, Liedsammlerin und Lauten-Komponistin
- 1877: Hermann Maas, deutscher christlicher Widerstandskämpfer, Theologe
- 1878: Ernst Rodenwaldt, deutscher Mediziner
- 1879: Vladimir Aïtoff, französischer Mediziner und Rugby-Union-Spieler

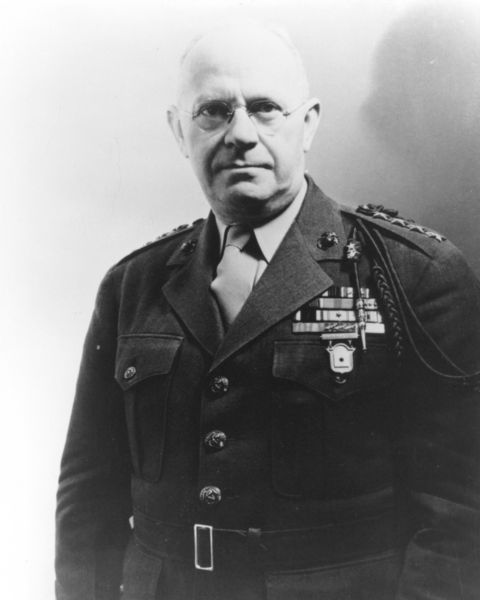
Thoms Holcomb (* 1879)

- 1879: Thomas Holcomb, General und Commandant des United States Marine Corps
- 1880: Hermann Lüdemann, deutscher Politiker, MdL, Minister, Ministerpräsident
- 1882: Hugh S. Johnson, US-amerikanischer General
- 1884: Ludwik Hirszfeld, polnischer Mediziner und Immunologe
- 1884: Panteleimon Sergejewitsch Romanow, russischer Schriftsteller
- 1885: Edith Geheeb, deutsche Reformpädagogin
- 1886: Carlo Giorgio Garofalo, italienischer Komponist und Organist
- 1887: August Enderle, deutscher Politiker, Gewerkschafter und Journalist
- 1887: Frigyes Klug, ungarischer Fußballschiedsrichter und -funktionär
- 1887: Reginald Owen, britischer Schauspieler
- 1887: Johannes Schneider, deutscher Fußballspieler († 1914)
- 1888: Joseph Cattaneo, italienischer Unternehmer und Automobilrennfahrer
- 1888: Walther Engelmann, deutscher Kunstturner
- 1889: Conrad Aiken, US-amerikanischer Schriftsteller, Pulitzerpreisträger
- 1889: Hans Hamburger, deutscher Mathematiker
- 1890: Naum Gabo, russisch-US-amerikanischer Künstler

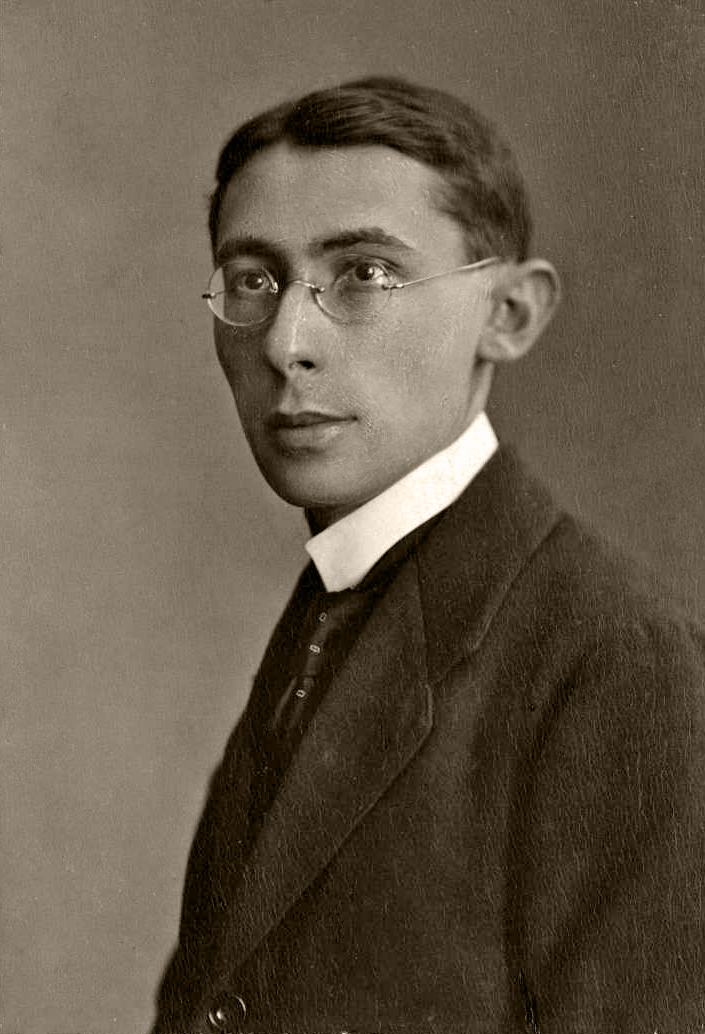
Hans Gál (* 1890)

- 1890: Hans Gál, österreichischer Komponist
- 1890: Erich Kleiber, österreichischer Dirigent
- 1892: Marius Hiller, deutscher Fußballspieler
- 1893: Elisabeth Voigt, deutsche Malerin und Graphikerin

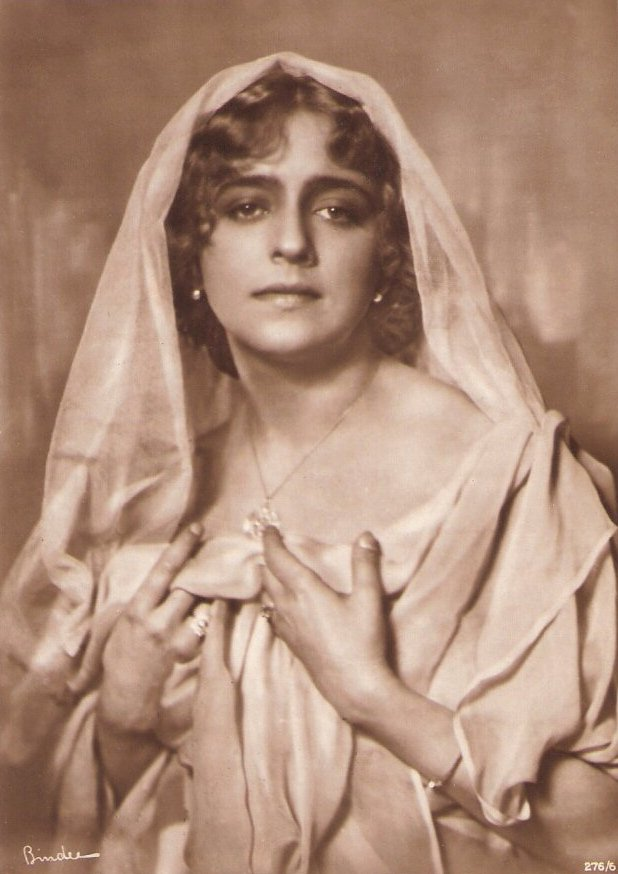
Lotte Neumann (* 1896)

- 1893: Heinrich Zimmermann, deutscher Politiker, MdB
- 1894: Hans Bischoff, deutscher Kinderarzt und Hochschullehrer
- 1894: Leo Kahn, deutsch-israelischer Maler
- 1896: Lotte Neumann, deutsche Schauspielerin
- 1897: Maria Kobel, deutsche Chemikerin, Abteilungsleiterin im Kaiser-Wilhelm-Institut für Biochemie
- 1897: Norbert Lichtenecker, österreichischer Geograph
- 1897: Juan Carlos Paz, argentinischer Komponist und Musikpublizist
- 1898: Roman Richard Atkielski, US-amerikanischer Weihbischof
- 1898: Piero Sraffa, italienischer Wirtschaftswissenschaftler
- 1899: Franz Pfender, deutscher Politiker, MdL, MdB
- 1899: Mart Stam, niederländischer Architekt und Designer
- 1900: Frank Luther, US-amerikanischer Country-Musiker
- 1900: Rudolf Schottlaender, deutscher Philosoph, Philologe und Übersetzer

### 20. Jahrhundert

#### 1901–1925

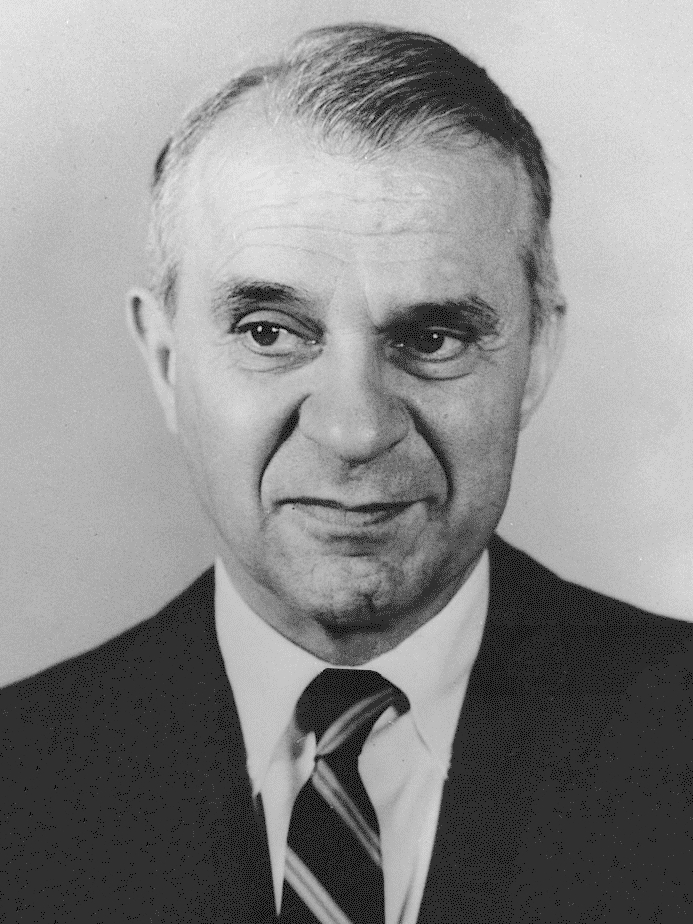
Wassily Leontief (* 1905)

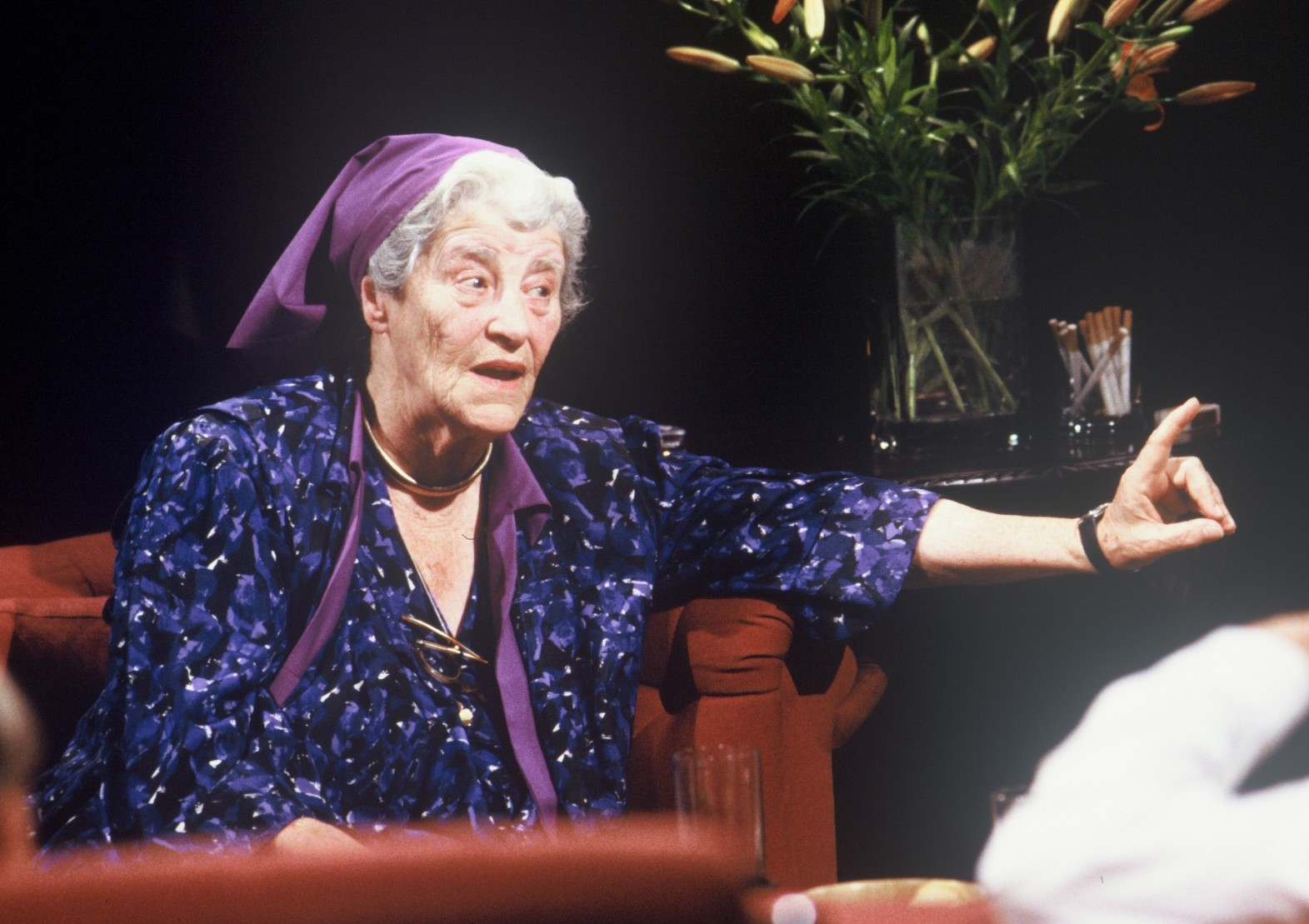
Miriam Rothschild (* 1908)

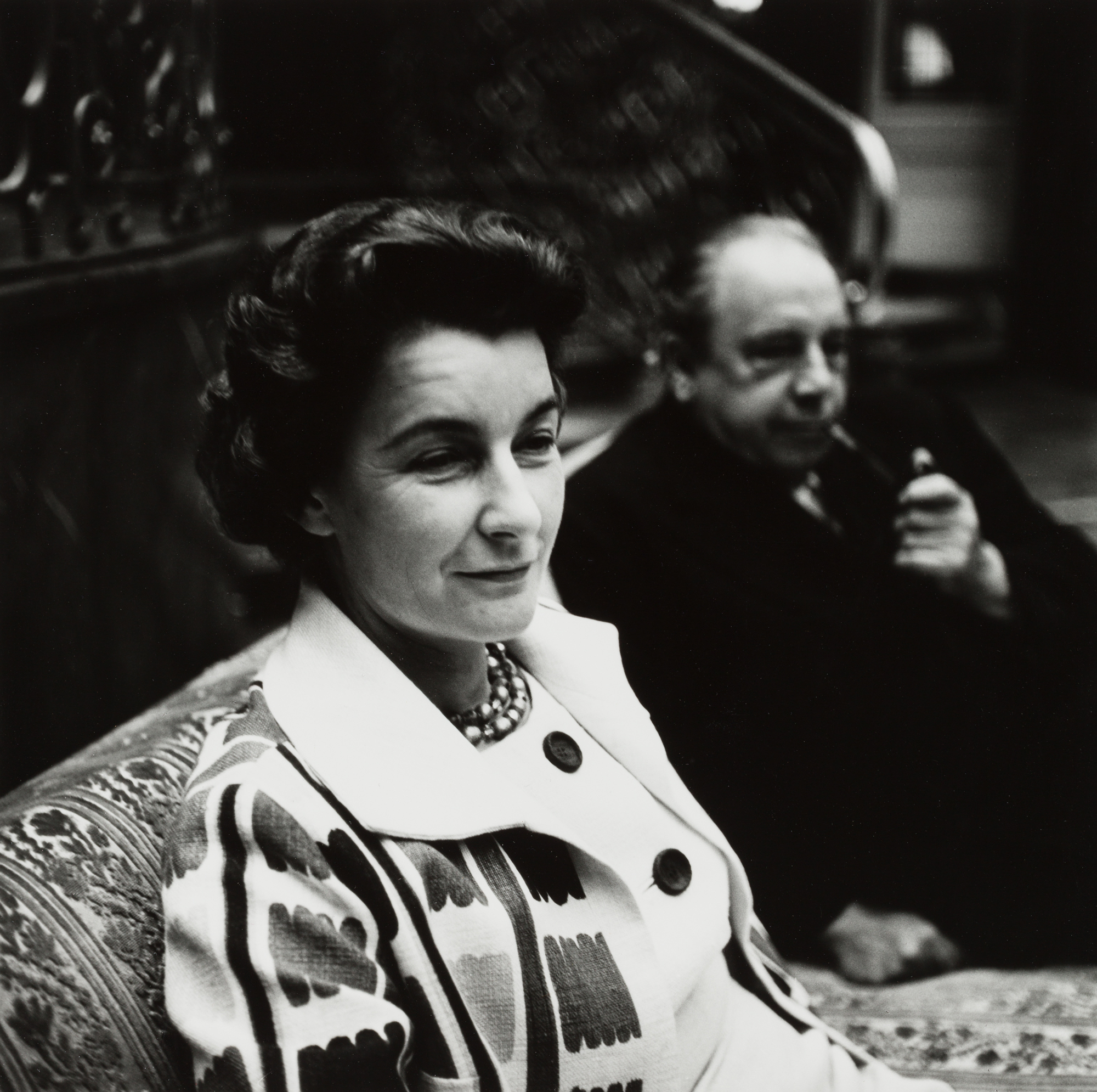
Jacquetta Hawkes (* 1910)

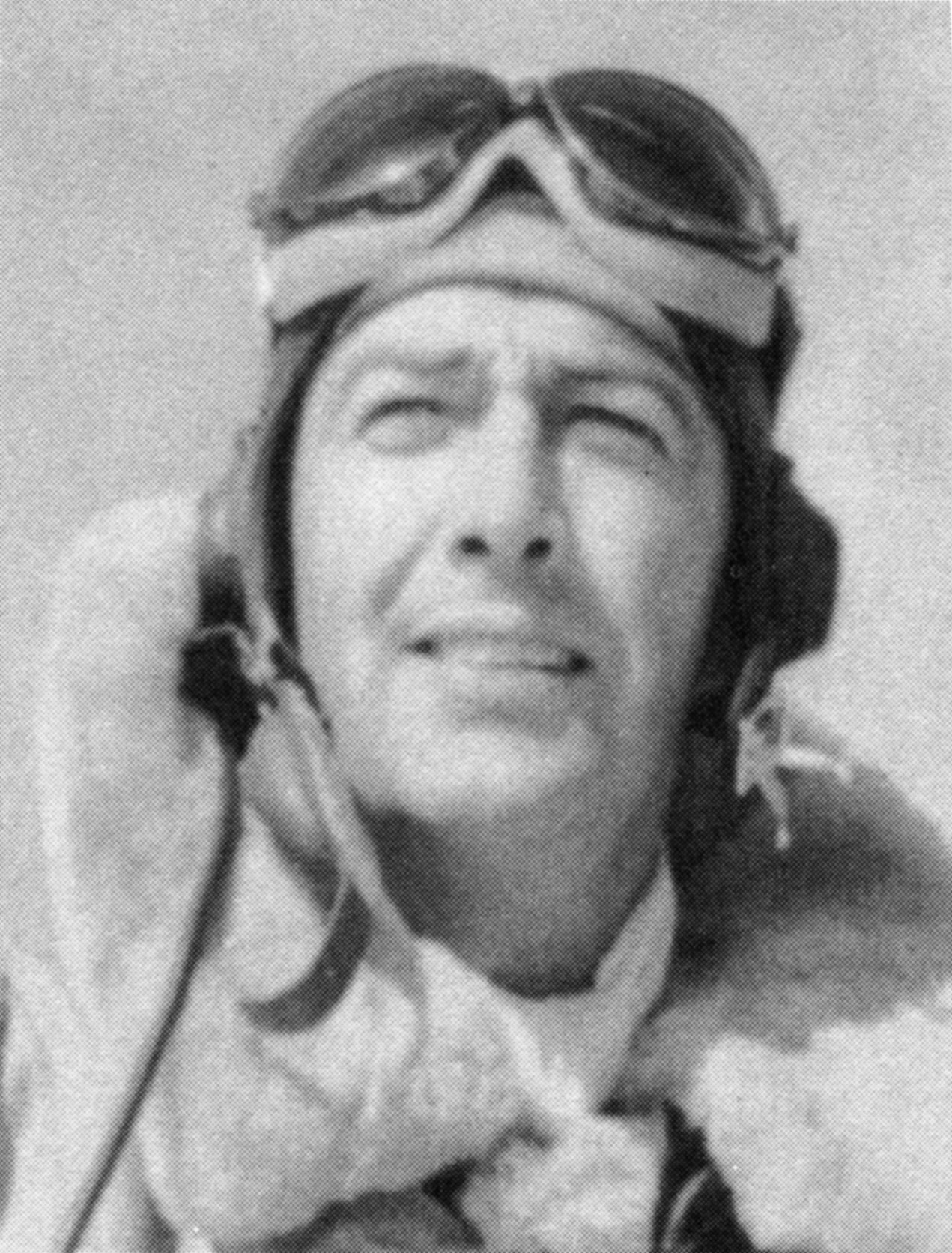
Robert Taylor (* 1911)

- 1901: Margarita Abella Caprile, argentinische Schriftstellerin
- 1902: Georg Graf Henckel von Donnersmarck, deutscher Politiker, MdB
- 1902: Joseph Cornelius Rossaint, deutscher römisch-katholischer Priester, Widerstandskämpfer gegen den Nationalsozialismus
- 1903: Nikolaus von Rumänien, rumänischer Adeliger und Automobilrennfahrer
- 1904: Walter Bluhm, deutscher Schauspieler
- 1905: Fritz Gögel, deutscher Steinbildhauer
- 1905: Wassily Leontief, russisch-amerikanischer Ökonom, Nobelpreisträger
- 1905: Artjom Mikojan, sowjetischer Flugzeugkonstrukteur
- 1906: Joan Hickson, britische Schauspielerin
- 1906: John Huston, US-amerikanischer Filmregisseur
- 1906: Ettore Majorana, italienischer Physiker
- 1907: Zarli Carigiet, Schweizer Kabarettist und Schauspieler
- 1907: Angelo Guatta, italienischer Automobilrennfahrer
- 1907: Annie Markart, deutsche Schauspielerin
- 1908: Harold Holt, australischer Politiker, Premierminister
- 1908: Miriam Rothschild, britische Zoologin
- 1909: Pierre Guillaumat, französischer Politiker und Industrieller
- 1910: Jacquetta Hawkes, britische Archäologin und Autorin
- 1910: Hans Heinz Theyer, österreichischer Kameramann
- 1911: John Calvert, US-amerikanischer Zauberkünstler und Schauspieler
- 1911: James Schwarzenbach, Schweizer Publizist und Politiker
- 1911: Robert Taylor, US-amerikanischer Schauspieler
- 1912: Fridolin Aichner, deutsch-mährischer Lehrer und Schriftsteller
- 1912: Konrad Dannenberg, deutsch-US-amerikanischer Raketenpionier
- 1912: Abbé Pierre, französischer Priester, Gründer der Wohltätigkeitsorganisation Emmaus
- 1913: Manfred Bues, deutscher Leichtathlet
- 1914: Samuel Dresden, niederländischer Romanist und Literaturwissenschaftler
- 1914: Alfred Rieck, deutscher Ruderer
- 1914: Stjepan Šulek, kroatischer Komponist und Dirigent
- 1915: Helmut Wick, deutscher Pilot
- 1916: Manon Gropius, Tochter von Walter Gropius
- 1916: Jula Kerschensteiner, deutsche Klassische Philologin
- 1918: Josef Friedrich Doppelbauer, österreichischer Komponist, Organist und Chorleiter
- 1918: Tom Drake, US-amerikanischer Schauspieler
- 1919: Rafael Fortún, kubanischer Leichtathlet
- 1919: Ferenc Fülep, ungarischer Archäologe und Museumsleiter
- 1919: Rosalind Hicks, britische Tochter von Agatha Christie
- 1919: Kurt Vethake, deutscher Schriftsteller und Hörspielpionier
- 1920: Arthur Attwell, britischer Theologe
- 1923: Kurt Aurin, deutscher Erziehungswissenschaftler
- 1923: Marian Kudera, polnisch-deutscher Widerstandskämpfer gegen den Nationalsozialismus
- 1924: Ben Jones, grenadischer Politiker
- 1924: Kéba Mbaye, senegalesischer Jurist, Vizepräsident am Internationalen Gerichtshof in Den Haag und Sportfunktionär
- 1924: Bruno Stefanini, Schweizer Immobilienbesitzer und Kunstsammler
- 1925: Albert Eschenmoser, Schweizer Chemiker

#### 1926–1950

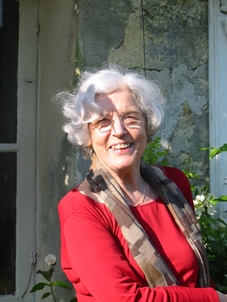
Betsy Jolas (* 1926)

- 1926: Betsy Jolas, französische Komponistin
- 1926: Eino Kalpala, finnischer Skirennläufer und Rallyebeifahrer
- 1926: Per Wahlöö, schwedischer Krimi-Schriftsteller
- 1927: Gunnar Bucht, schwedischer Komponist und Musikwissenschaftler
- 1927: Alexandre Gacon, französischer Automobilrennfahrer
- 1928: Johann Baptist Metz, deutscher Theologe
- 1928: Ulrich Wilckens, Bischof in der Nordelbischen evangelischen Kirche
- 1929: Andreu Alfaro, spanischer Bildhauer und Zeichner
- 1930: Neil Armstrong, US-amerikanischer Testpilot und Astronaut, erster Mensch auf dem Mond
- 1930: Richie Ginther, US-amerikanischer Automobilrennfahrer
- 1930: Michal Kováč, slowakischer Politiker, erster Staatspräsident
- 1930: Arthur Erich Penzel, deutscher Hornist
- 1930: Joan Weldon, US-amerikanische Schauspielerin
- 1931: Billy Bingham, nordirischer Fußballspieler und -trainer
- 1931: Gita Dey, indische Schauspielerin des bengalischen Theaters und des bengalischen Films
- 1931: León Genuth, argentinischer Ringer
- 1932: Wladimir Iwanowitsch Fedossejew, russischer Dirigent
- 1932: Wolfgang Fischer, deutscher Kirchenmusiker und -liederkomponist
- 1932: Tera de Marez Oyens, niederländische Komponistin und Dirigentin

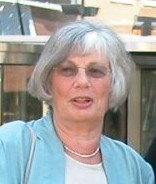
Leonore Auerbach (* 1933)

- 1933: Leonore Auerbach, deutsche Politikerin
- 1934: Vern Gosdin, US-amerikanischer Country-Sänger
- 1934: Elisabeth Rickal, deutsche Politikerin, MdL
- 1935: Michael Ballhaus, deutscher Kameramann
- 1935: Wanda Ventham, britische Schauspielerin
- 1936: Joseph Akl, libanesischer Politiker und Jurist, Richter am Internationalen Seegerichtshof
- 1936: Hans Hugo Klein, deutscher Rechtswissenschaftler und Politiker, MdB, Richter des Bundesverfassungsgerichts
- 1936: Gary Winram, australischer Schwimmer
- 1937: Alan Howard, britischer Theater- und Filmschauspieler
- 1937: Gordon Johncock, US-amerikanischer Automobilrennfahrer
- 1938: Gertrude Kubiena, österreichische Politikerin
- 1938: Erika Strößenreuther, deutsche Speerwerferin
- 1938: Maria Wachowiak, polnische Schauspielerin und Regisseurin
- 1939: Irene von Oranien-Nassau, Prinzessin der Niederlande
- 1940: Heinrich Boehr, deutscher Brigadegeneral des Heeres der Bundeswehr
- 1940: Roman Gabriel, US-amerikanischer American-Football-Spieler
- 1940: Norbert Gansel, deutscher Politiker, MdB, Oberbürgermeister von Kiel
- 1940: Natalie Trundy, US-amerikanische Schauspielerin
- 1941: Peter Assion, deutscher Volkskundler und Germanist
- 1941: Airto Moreira, brasilianischer Jazz-Percussionist
- 1942: Heidrun Hartmann, deutsche Botanikerin

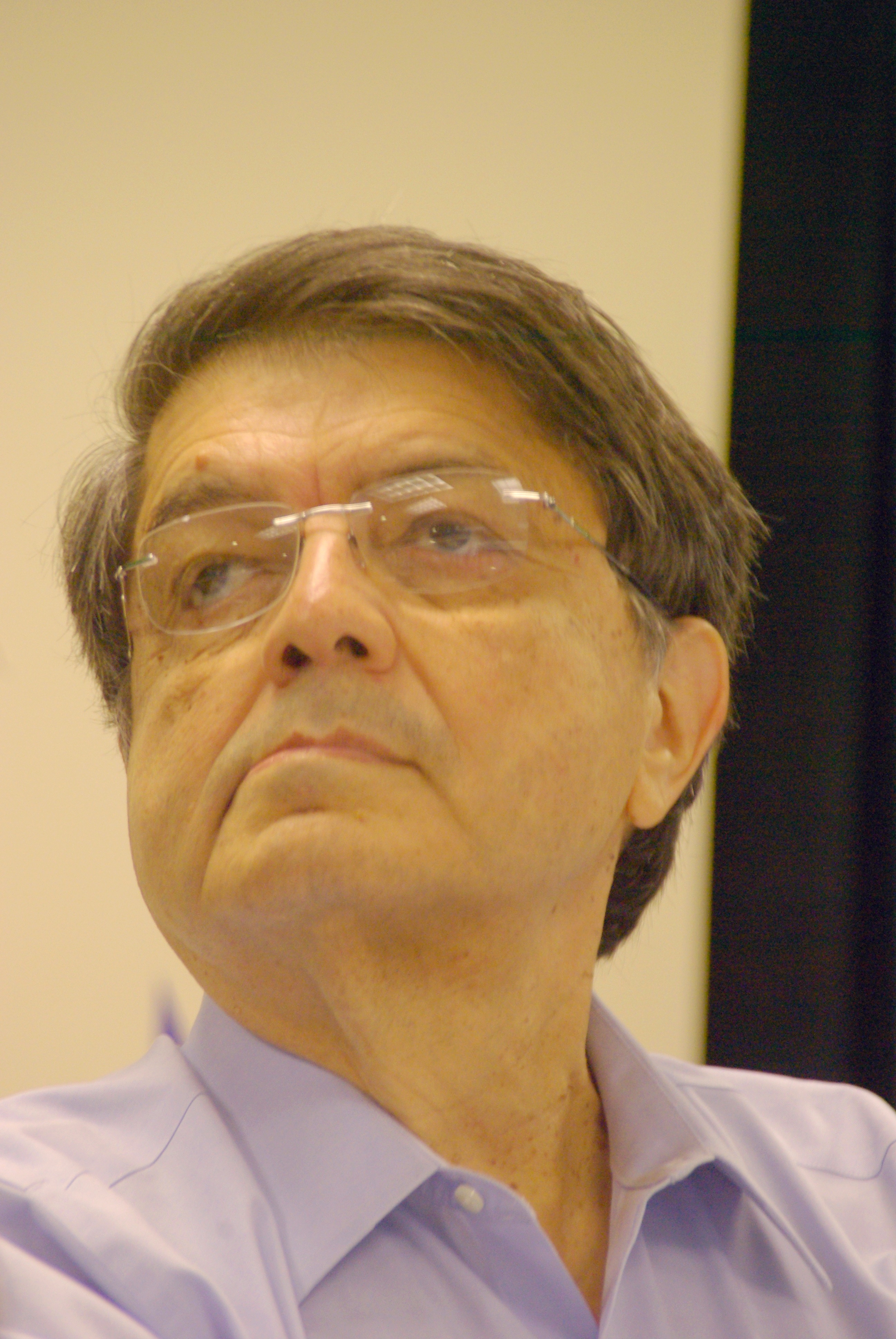
Sergio Ramírez (* 1942)

- 1942: Sergio Ramírez, nicaraguanischer Schriftsteller, Menschenrechtler und Politiker
- 1943: Christian Grashof, deutscher Schauspieler
- 1943: Leo Kinnunen, finnischer Automobilrennfahrer
- 1943: René-Pierre Quentin, Schweizer Fußballer
- 1943: Sammi Smith, US-amerikanische Sängerin
- 1944: Christopher Gunning, britischer Komponist
- 1944: Polycarp Pengo, tansanischer Priester, Erzbischof von Dar es Salaam, Kardinal
- 1944: Hans-Peter Uhl, deutscher Politiker, MdB
- 1945: Loni Anderson, US-amerikanische Schauspielerin
- 1945ː Stojka Milanowa, bulgarische Violinistin
- 1946: Manuela Alphons, österreichische Schauspielerin
- 1946: Shirley Ann Jackson, amerikanische Physikerin
- 1947: Angry Anderson, australischer Rocksänger und Schauspieler
- 1947: Rick Derringer, US-amerikanischer Musiker und Sänger
- 1947: Jacques Pousaz, Schweizer Eishockeyspieler
- 1948: Ray Clemence, englischer Fußballtorwart
- 1948: Carole Laure, kanadische Schauspielerin, Sängerin, Drehbuchautorin, Filmregisseurin und -produzentin
- 1949: Jürgen Reents, deutscher Politiker und Journalist
- 1949: Helga Seidler, deutsche Leichtathletin
- 1950: Dieter Ammer, deutscher Manager
- 1950: Albrecht von Brandenstein-Zeppelin, deutscher Unternehmer
- 1950: Rosi Mittermaier, deutsche Skirennläuferin
- 1950: Frank Terletzki, deutscher Fußballspieler

#### 1951–1975
- 1951: Adrian Fisher, britischer Irrgarten-Designer

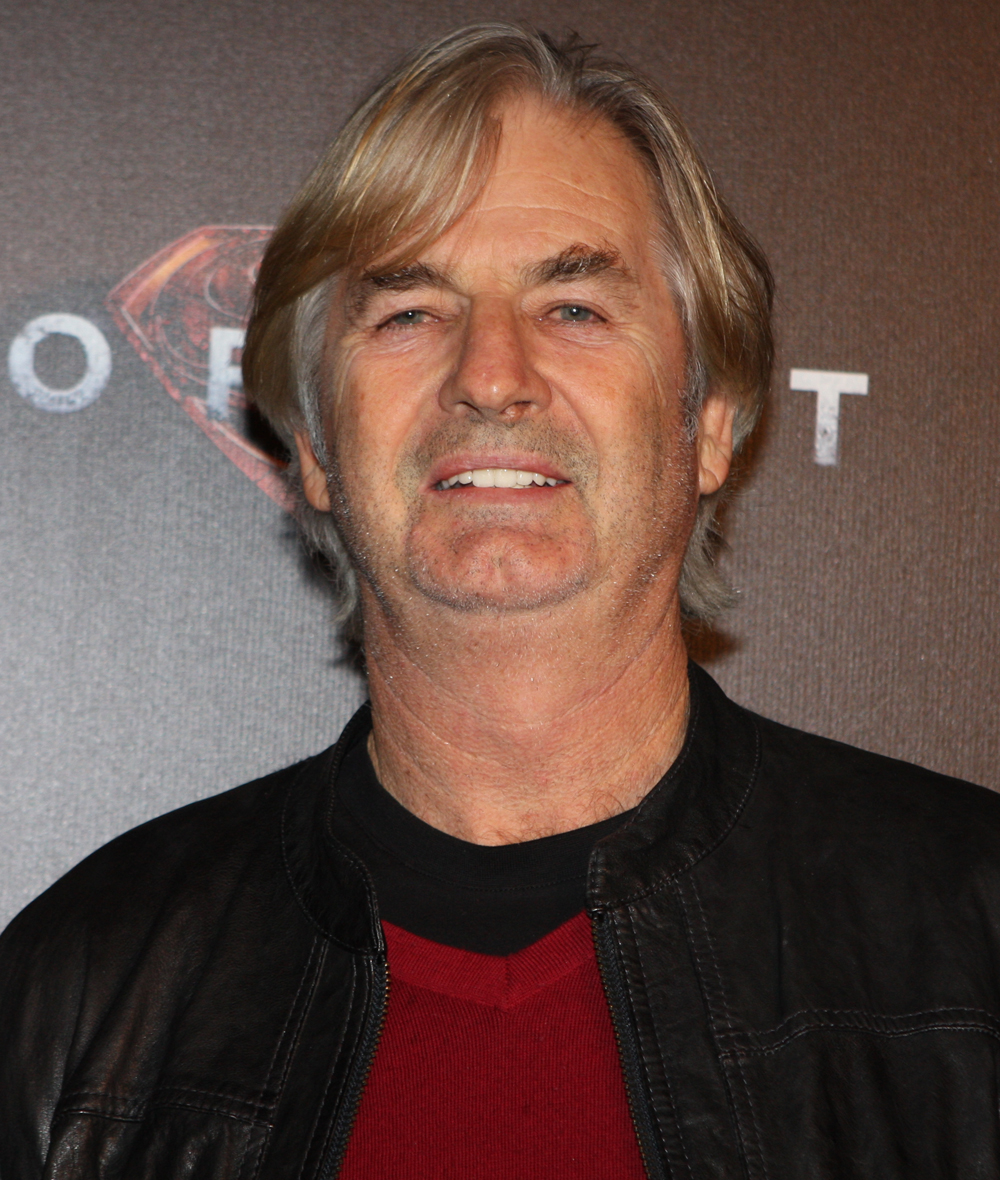
John Jarratt (* 1951)

- 1951: John Jarratt, australischer Schauspieler
- 1952: Tamás Faragó, ungarischer Wasserballspieler
- 1953: Antonia Limacher, Schweizer Schauspielerin
- 1954: Bill Gilligan, US-amerikanischer Eishockeytrainer
- 1954: Richard Preston, US-amerikanischer Schriftsteller
- 1955: Gabriel Calvo, spanischer Turner
- 1955: Gunter Haug, deutscher Schriftsteller
- 1955: John Whitaker, englischer Springreiter
- 1956: Jerry Ciccoritti, kanadischer Filmregisseur

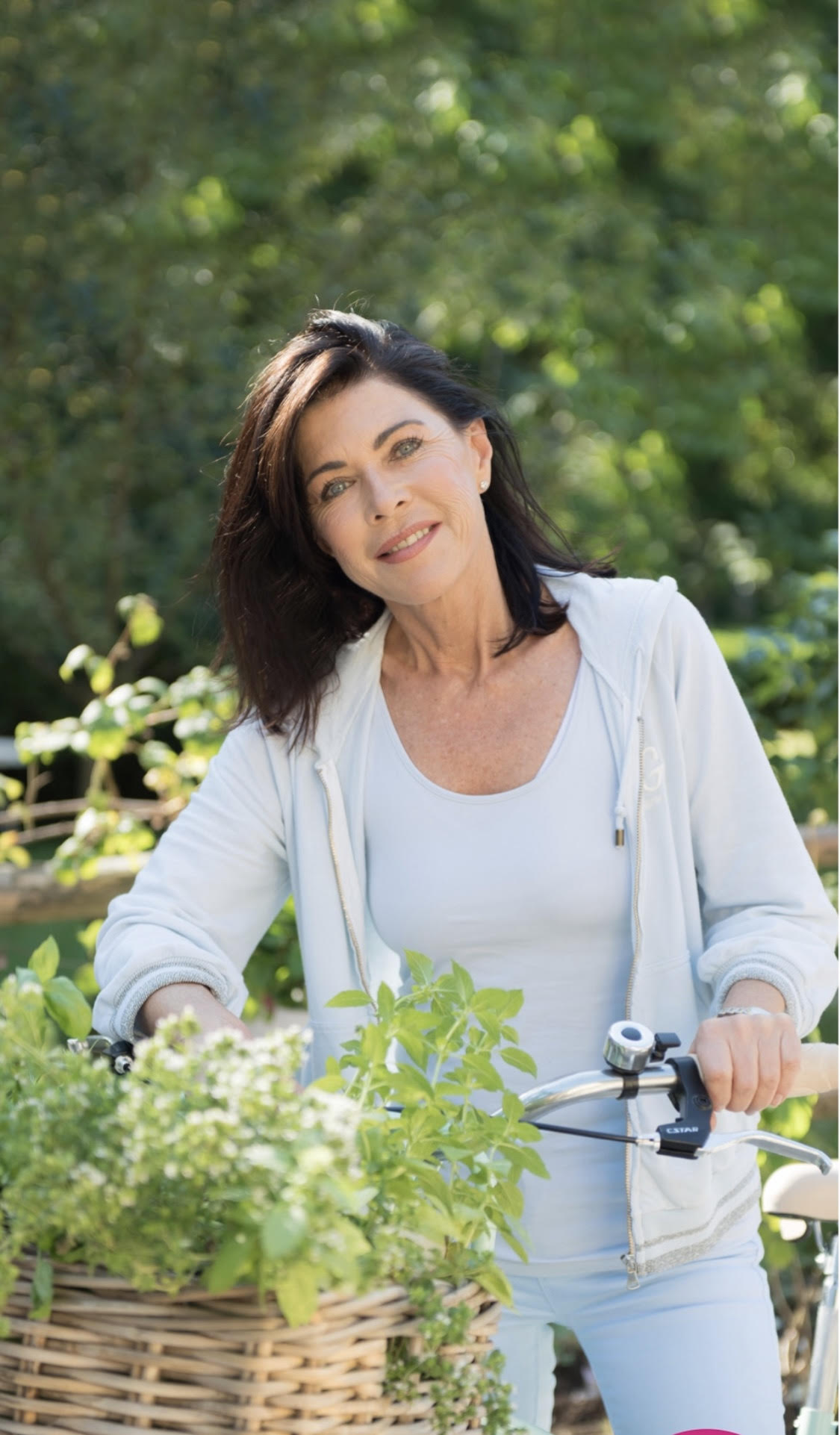
Anja Kruse (* 1956)

- 1956: Anja Kruse, deutsche Schauspielerin
- 1957: Gerhard Schedl, österreichischer Komponist
- 1958: Uladsimir Makej, weißrussischer Politiker und Diplomat
- 1958: Ulla Salzgeber, deutsche Dressurreiterin
- 1959: Pat Smear, US-amerikanischer Musiker
- 1959: Guntbert Warns, deutscher Schauspieler, Sänger und Regisseur
- 1960: Reto Lipp, Schweizer Journalist und Moderator
- 1960: Gérard Onesta, französischer Politiker, Vizepräsident des Europäischen Parlaments

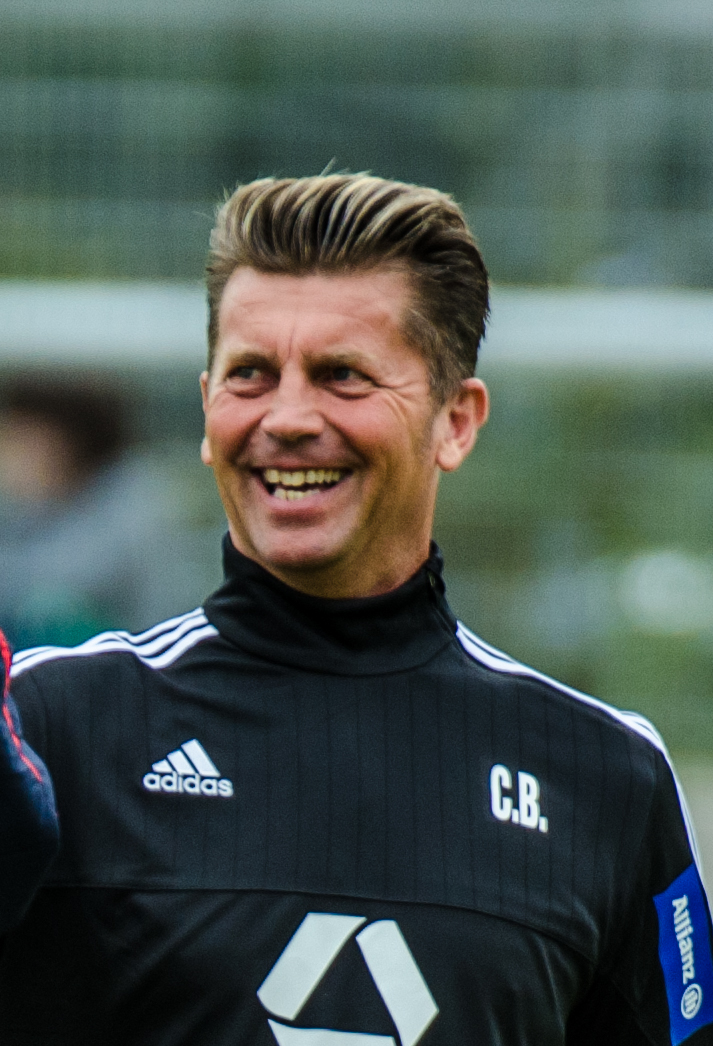
Colin Bell (* 1961)

- 1961: Colin Bell, englischer Fußballtrainer
- 1961: Janet McTeer, britische Schauspielerin
- 1962: Ingo Aulbach, deutscher Fußballspieler
- 1962: Patrick Ewing, US-amerikanischer Basketballspieler
- 1963: Friedrich Funk, deutscher Politiker, MdB
- 1963: Steve Lee, Schweizer Musiker

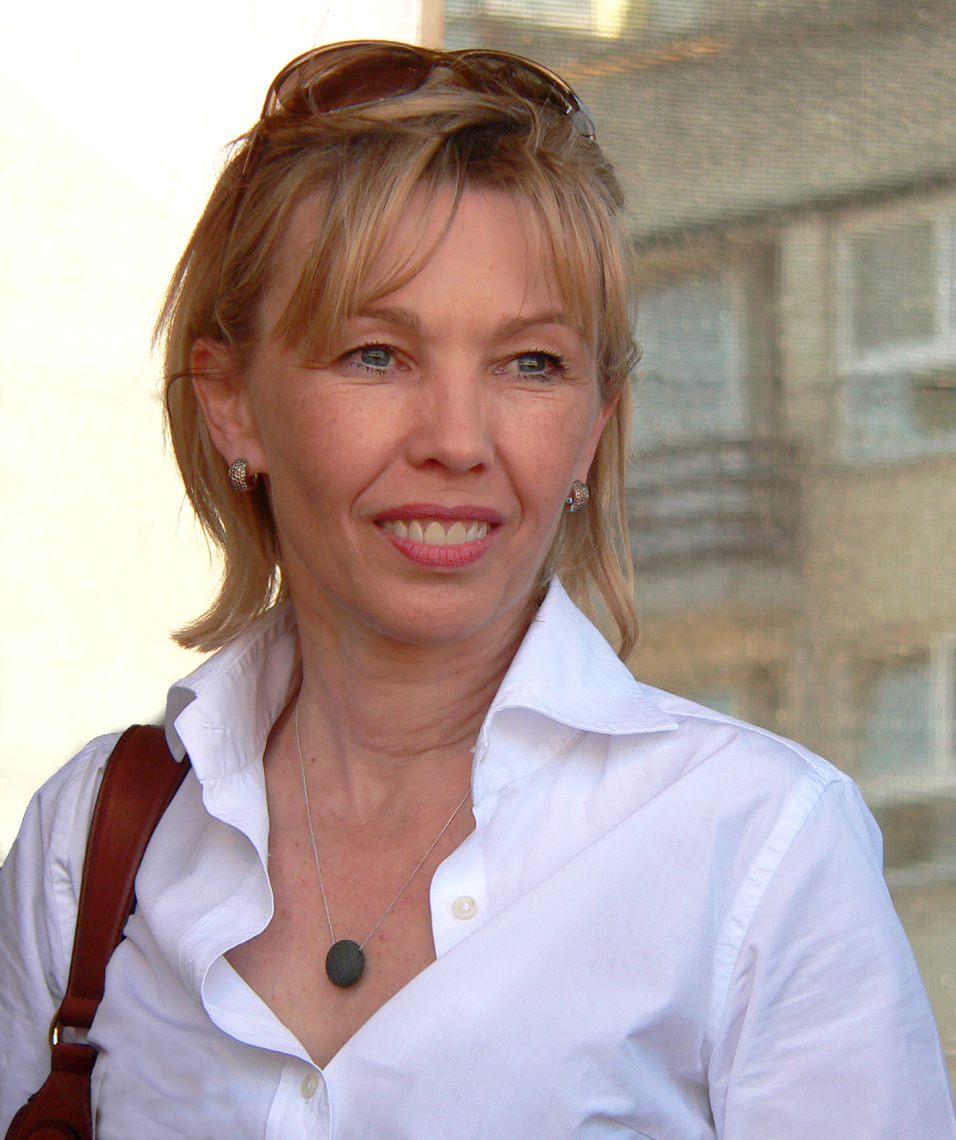
Doris Schröder-Köpf (* 1963)

- 1963: Doris Schröder-Köpf, deutsche Journalistin und Buchautorin
- 1963: Peter Selg, deutscher Facharzt für Kinder und Jugendpsychiatrie und -psychotherapie
- 1964: Rabia Djelti, algerische Autorin und Hochschullehrerin
- 1964: Pia Douwes, niederländische Musicaldarstellerin
- 1964: Sabine Emmerich, deutsche Bildhauerin
- 1964: Dschamaladin Nabijewitsch Gassanow, russischer Politiker und Staatsmann
- 1964: Eva Jeníčková, tschechisch-US-amerikanische Filmschauspielerin und Tänzerin
- 1964: Juan Jiménez Mayor, peruanischer Jurist und Politiker
- 1964: Klaus Peter Kofler, deutscher Unternehmer
- 1964: Stefan Lehnberg, deutscher Autor, Schauspieler und Regisseur
- 1964: Diego Ronconi, deutscher Volleyballtrainer und -funktionär
- 1964: Mario Schießer, deutscher Boxer
- 1964: Zoran Sretenović, jugoslawischer/serbischer Basketballspieler und -trainer
- 1964: Adam Yauch, US-amerikanischer Musiker, Rapper und Musikproduzent
- 1964: Teresa Zukic, deutsche Buchautorin, Religionspädagogin und Ordensschwester
- 1965: Oliver Pautsch, deutscher Schriftsteller und Drehbuchautor
- 1965: Motoi Sakuraba, japanischer Musiker und Komponist
- 1966: Markus Pytlik, deutscher Komponist und Pädagoge
- 1967: Thomas Lang, österreichischer Schlagzeuger
- 1967: Kazunori Yamauchi, japanischer Manager, Vizepräsident von Sony Computer und Präsident von Polyphony Digital
- 1968: Katrina Adams, US-amerikanische Tennisspielerin
- 1968: Terri Clark, kanadische Country-Musikerin
- 1968: Funkmaster Flex, US-amerikanischer DJ und Radiomoderator

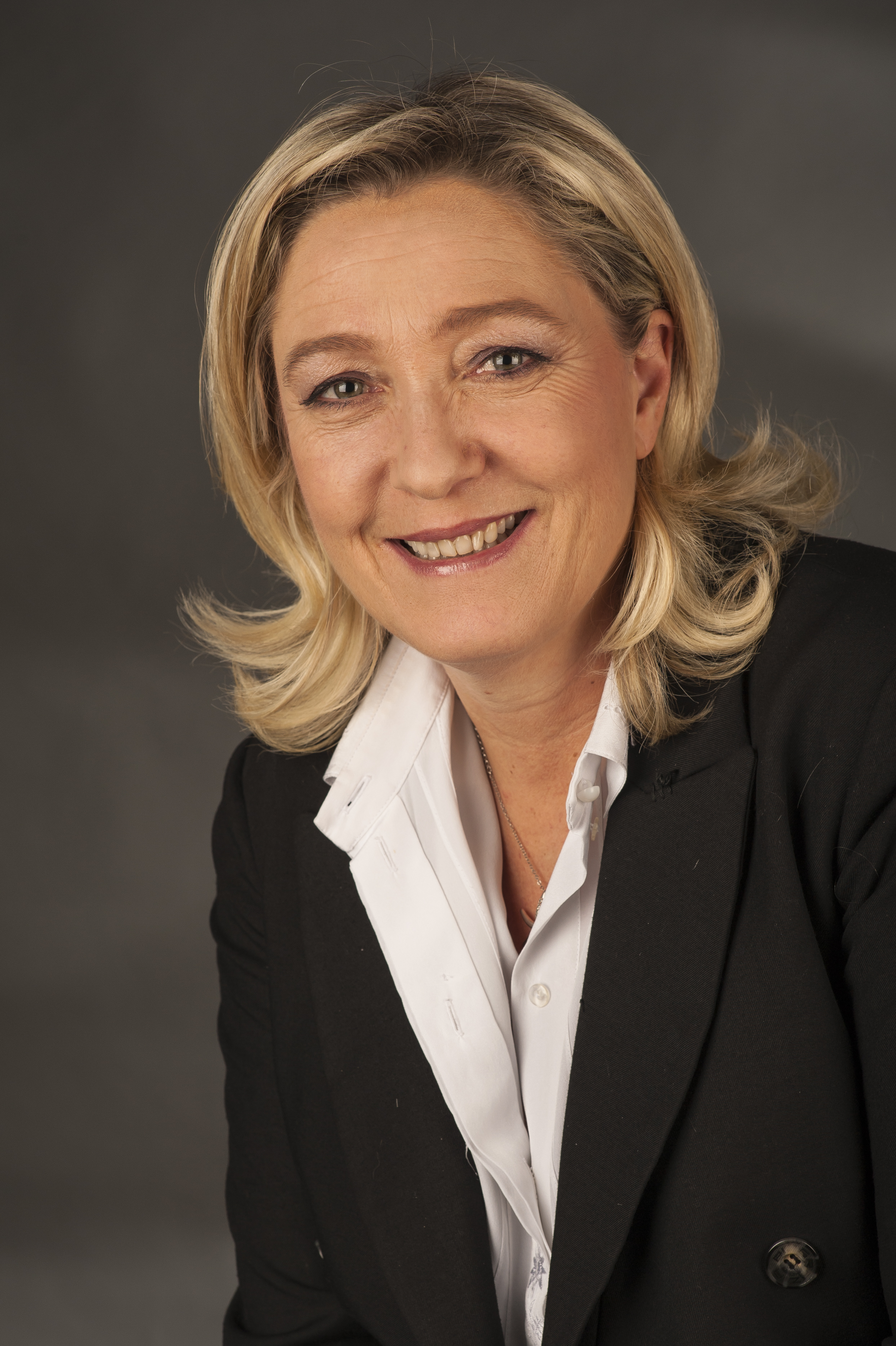
Marine Le Pen (* 1968)

- 1968: Marine Le Pen, französische Politikerin
- 1968: Andreas Lupzig, deutscher Eishockeyspieler
- 1968: Colin McRae, schottischer Automobilrennfahrer
- 1969: Bettina Lohmeyer, deutsche Schauspielerin
- 1969: Aaron Schrein, US-amerikanischer Pädagoge und Schiedsrichter im American Football
- 1970: Dennis Schmidt-Foß, deutscher Schauspieler
- 1970: Gabriela Zingre-Graf, Schweizer Skirennläuferin
- 1970: Michael Hollick, US-amerikanischer Schauspieler und Synchronsprecher
- 1971: Karim Sebastian Elias, deutscher Komponist
- 1971: Karina Krawczyk, deutsche Schauspielerin
- 1972: Marja Elfman, schwedische Freestyle-Skierin
- 1973: Thomas Kufen, deutscher Politiker, MdL
- 1973: Maren Meinert, deutsche Fußballspielerin
- 1973: Laurent Redon, französischer Automobilrennfahrer
- 1974: Roman Beresowski, armenischer Fußballspieler
- 1974: Frankie Hejduk, US-amerikanischer Fußballspieler
- 1974: Kajol, indische Schauspielerin
- 1975: Kim Hasper, deutscher Schauspieler
- 1975: Josep Jufré, spanischer Radrennfahrer

#### 1976–2000

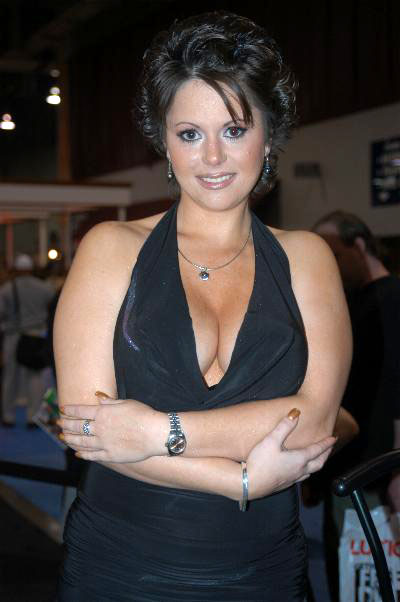
Jewel De’Nyle (* 1976)

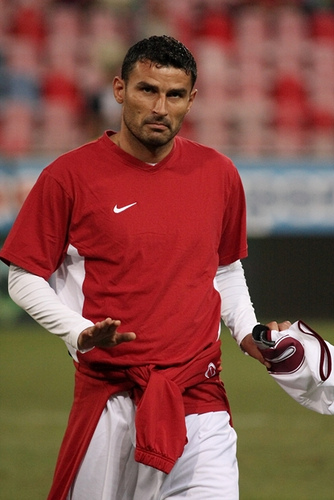
Eugen Trică (* 1976)

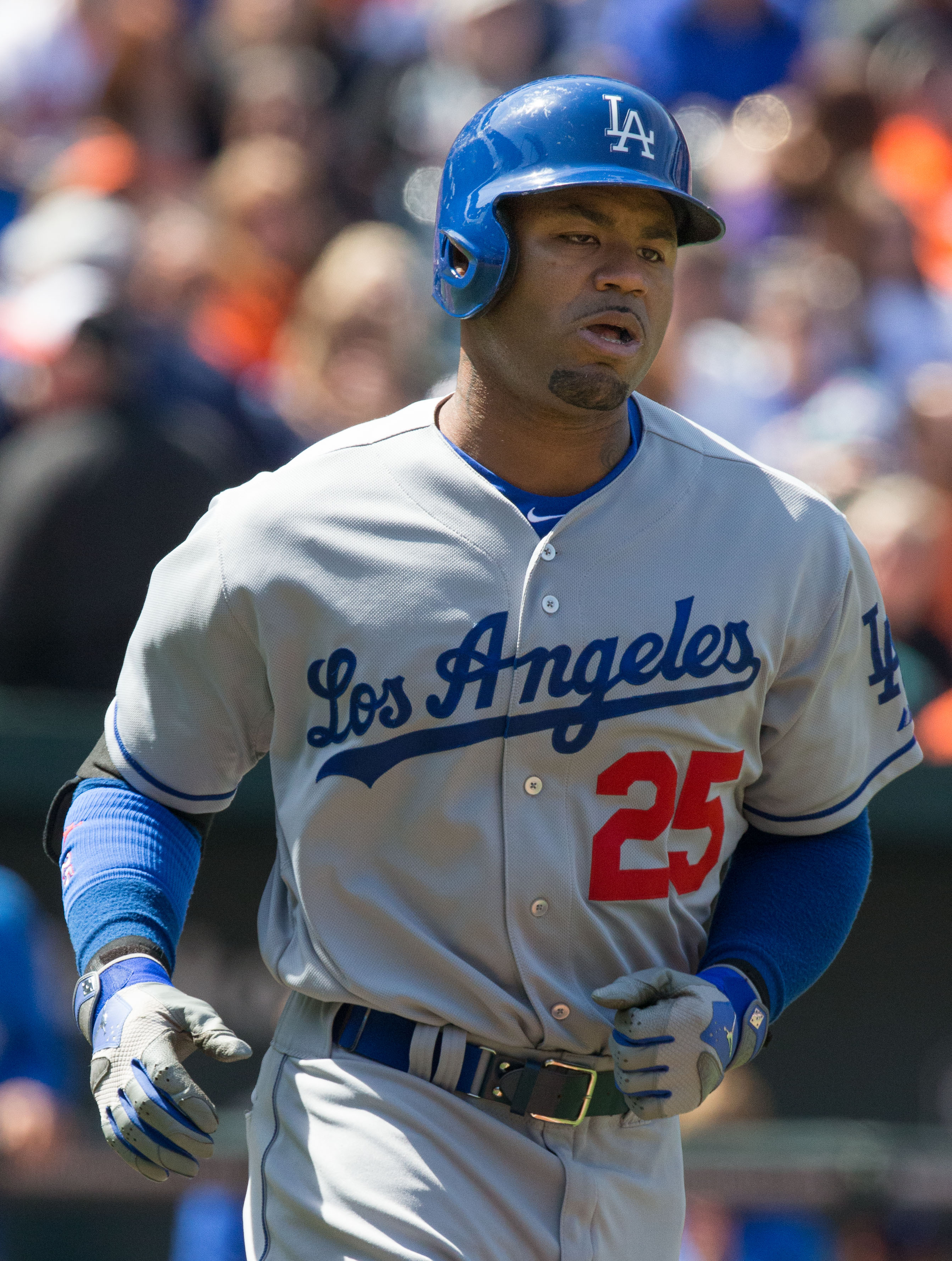
Carl Crawford (* 1981)

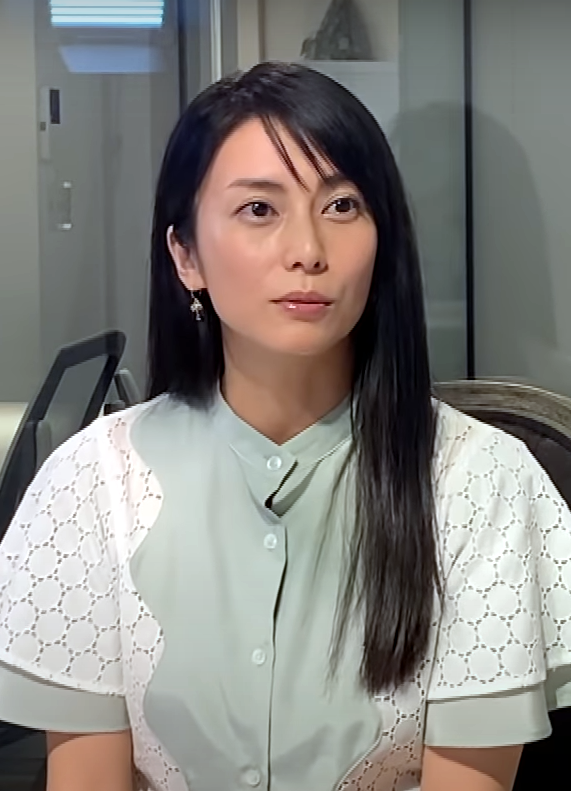
Kō Shibasaki (* 1981)

- 1976: Jewel De’Nyle, US-amerikanische Pornodarstellerin, Regisseurin und Produzentin
- 1976: Witali Dzerbianiou, belarussischer Gewichtheber
- 1976: Jeff Friesen, kanadischer Eishockeyspieler
- 1976: Eugen Trică, rumänischer Fußballspieler
- 1977: Timothy Johnson, US-amerikanischer Radrennfahrer
- 1977: Milorad Peković, montenegrinischer Fußballspieler
- 1978: Rita Faltoyano, ungarische Pornodarstellerin
- 1978: Kim Gevaert, belgische Leichtathletin
- 1979: David Healy, nordirischer Fußballspieler
- 1980: Juliana de Aquino, brasilianische Musicaldarstellerin
- 1980: Wayne Bridge, englischer Fußballspieler
- 1980: Jason Culina, australischer Fußballspieler
- 1980: Aleksandar Mitreski, mazedonischer Fußballspieler
- 1980: Morten Solem, norwegischer Skispringer
- 1980: Sophie Winkleman, britische Schauspielerin
- 1981: Carl Crawford, US-amerikanischer Baseballspieler
- 1981: Arthur Elias, brasilianischer Fußballtrainer
- 1981: Maik Franz, deutscher Fußballspieler
- 1981: Erik Guay, kanadischer Skirennläufer
- 1981: Kō Shibasaki, japanische Schauspielerin
- 1981: Jesse Williams, US-amerikanischer Schauspieler
- 1982: Tobias Regner, deutscher Popsänger
- 1982: Ryu Seung-min, südkoreanischer Tischtennisspieler
- 1983: Honorato Gláuber, brasilianisch-italienischer Fußballspieler
- 1983: Annika Mehlhorn, deutsche Schwimmerin
- 1983: Sebastian Wiegärtner, deutscher Kameramann

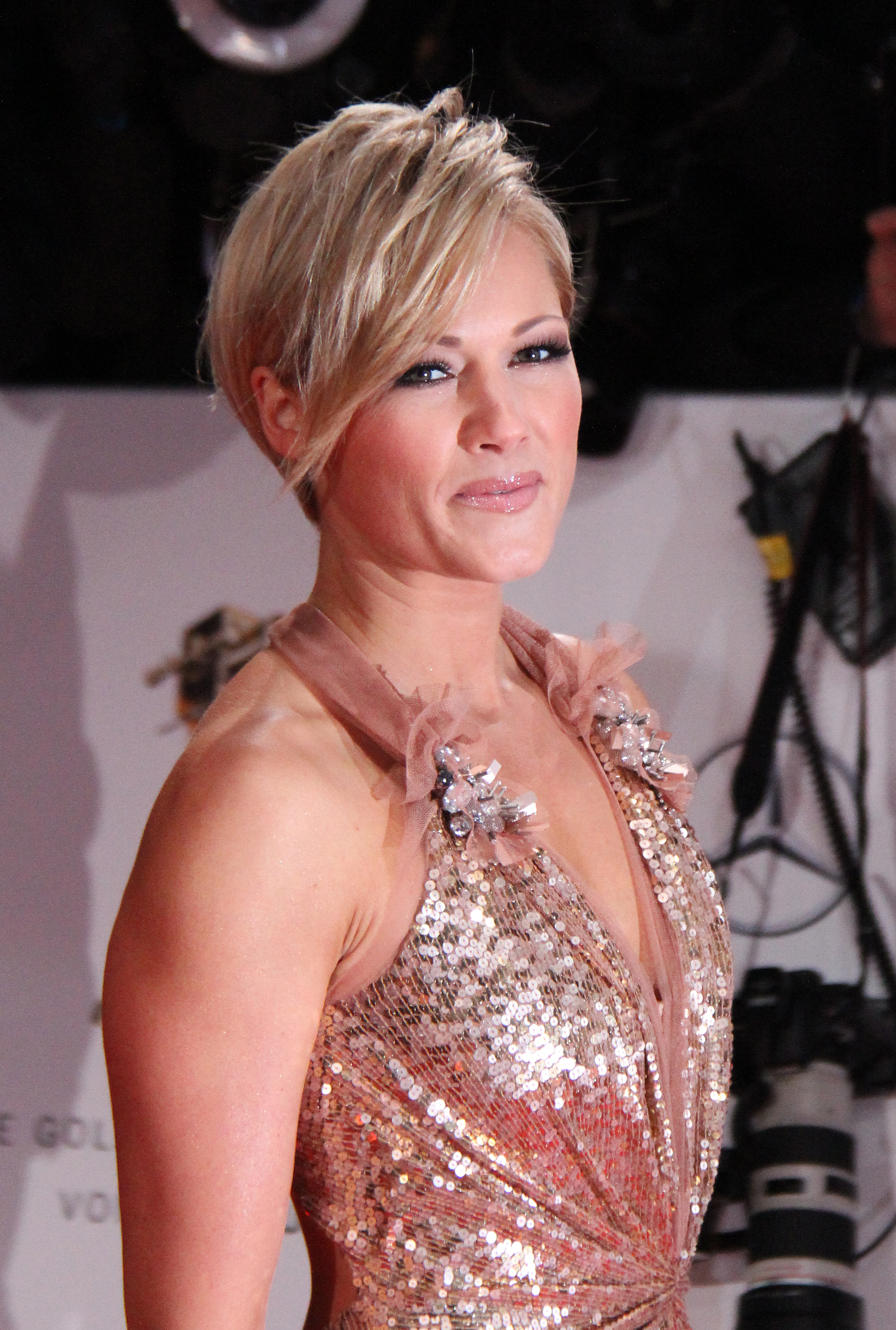
Helene Fischer (* 1984)

- 1984: Helene Fischer, deutsche Schlagersängerin
- 1984: Florens Schmidt, deutscher Schauspieler und Musiker
- 1985: Laurent Ciman, belgischer Fußballspieler
- 1985: Salomon Kalou, ivorischer Fußballspieler
- 1986: Brendon Ryan Barrett, US-amerikanischer Schauspieler sowie Stepptänzer
- 1986: Ellen Sprunger, Schweizer Leichtathletin
- 1986: Kathrin Zettel, österreichische Skirennläuferin
- 1987: Bachtijar Schachabutdinowitsch Achmedow, russischer Ringer
- 1987: Lexi Belle, US-amerikanische Pornodarstellerin
- 1987: Xenia Tchoumitcheva, russisch-schweizerisches Fotomodell
- 1988: Fleur Maxwell, luxemburgische Eiskunstläuferin
- 1988: Federica Pellegrini, italienische Schwimmerin
- 1989: Amy Atkinson, guamische Fußballspielerin und Leichtathletin
- 1989: Kelsi Fairbrother, britische Handballspielerin
- 1990: Jonas Hummels, deutscher Fußballspieler
- 1990: Johannes Rohrweck, österreichischer Freestyle-Skier

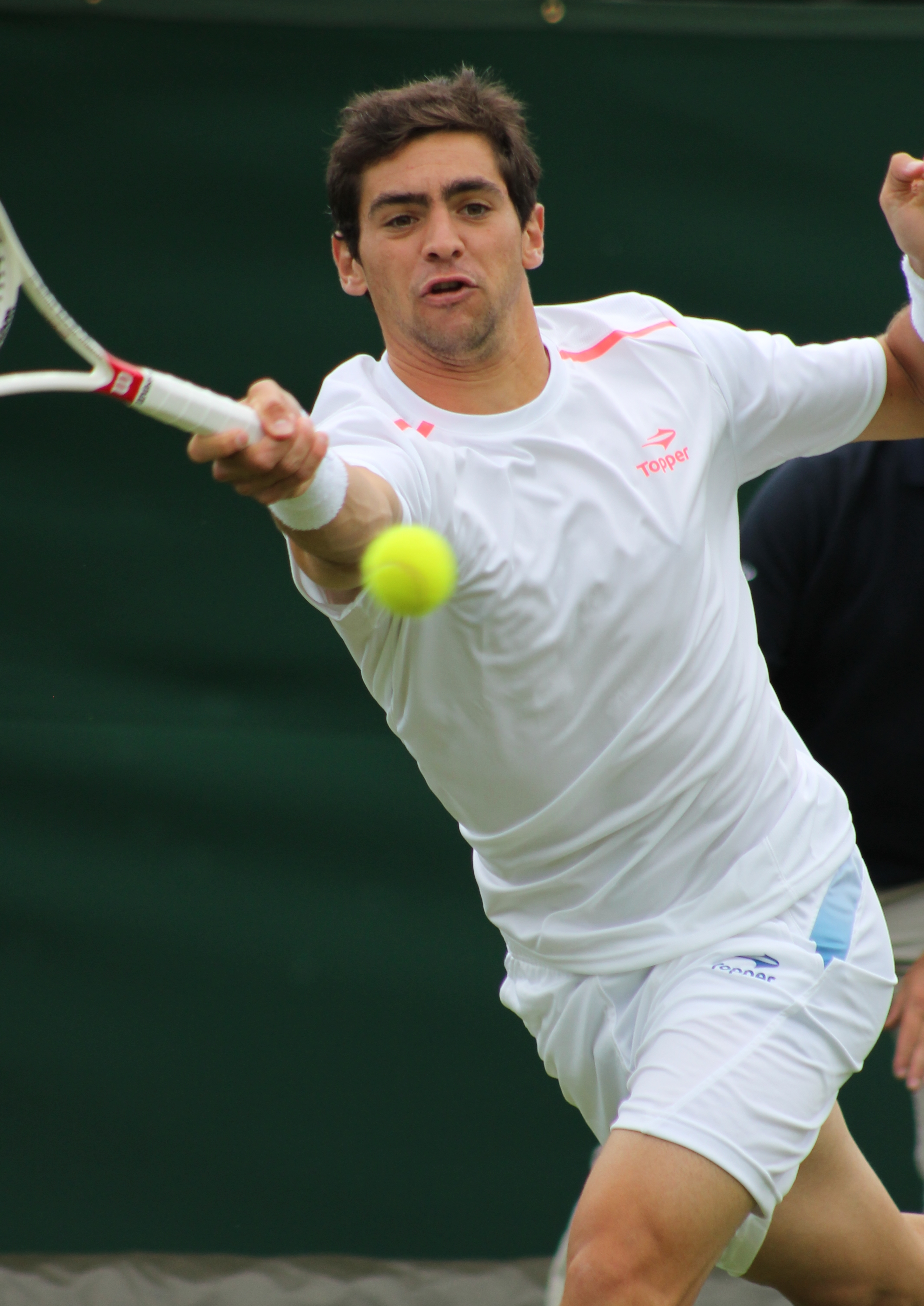
Guido Andreozzi (* 1991)

- 1991: Guido Andreozzi, argentinischer Tennisspieler
- 1991: Esteban Gutiérrez, mexikanischer Automobilrennfahrer
- 1992: Alex Fontana, Schweizer Automobilrennfahrer
- 1992: Laurent Jans, luxemburgischer Fußballspieler
- 1992: Estavana Polman, niederländische Handballspielerin
- 1993: Anna Köhler, deutsche Bobfahrerin
- 1993: Suzuka Ōgo, japanische Schauspielerin
- 1993: Hwang Hye-suk, südkoreanische Biathletin
- 1994: Jamilu Collins, nigerianischer Fußballspieler
- 1994: Stephen Newbold, bahamaischer Leichtathlet
- 1995: Pierre Emile Højbjerg, dänischer Fußballspieler
- 1995: Henrik Røa, norwegischer Skirennläufer
- 1996: Daichi Kamada, japanischer Fußballspieler
- 1997: Adam Irigoyen, US-amerikanischer Schauspieler und Synchronsprecher
- 1997: Olivia Holt, US-amerikanische Schauspielerin und Sängerin
- 1998: João Almeida, portugiesischer Radrennfahrer
- 1999: Timo Kielich, belgischer Radrennfahrer
- 1999: Darragh O’Connor, irischer Fußballspieler
- 1999: Olusegun Oluwatimi, US-amerikanischer American-Football-Spieler

## Gestorben

### Vor dem 16. Jahrhundert
- 0393 v. Chr.: Kōshō, 5. Kaiser von Japan
- 0371 v. Chr.: Kleombrotos I., spartanischer König
- 0642: Eowa, Mitkönig von Mercia
- 0642: Oswald von Northumbria, angelsächsischer König und Heiliger
- 0764: Heiliger Abel, Mitabt zu Lobbes und Erzbischof von Reims
- 0824: Heizei, 51. Kaiser von Japan
- 0882: Ludwig III., König des Westfrankenreichs
- 1063: Gruffydd ap Llywelyn, König von Wales
- 1079: Hezilo von Hildesheim, Bischof von Hildesheim
- 1191: Rudolf von Zähringen, Erzbischof von Mainz und Bischof von Lüttich
- 1231: Iso von Wölpe, Bischof von Verden
- 1283: Ulrich I., Pfalzgrafen von Tübingen
- 1337: Lorenz von Brunne, Bischof von Gurk
- 1364: Kōgon, Kaiser von Japan
- 1367: Ralph Neville, 2. Baron Neville de Raby, englischer Adliger und Militär
- 1381: Leopold von Sturmberg, Bischof von Freising
- 1415: Richard of Conisburgh, 1. Earl of Cambridge, Earl of Cambridge
- 1415: Henry Scrope, 3. Baron Scrope of Masham, englischer Adeliger
- 1418: Lambert van Duren, Bürgermeister von Köln
- 1447: John Holland, 1. Duke of Exeter, englischer Adeliger
- 1465: Johannes Schallermann, Bischof von Gurk
- 1473: Konrad von Rechberg, Administrator des Bistums Chur und Dompropst von Konstanz
- 1483: Josse de Lalaing, burgundischer Adeliger, Statthalter von Holland und Seeland

### 16. /17. Jahrhundert
- 1501: Juan López, Kardinal der katholischen Kirche
- 1503: Wipert von Finsterlohe, Domherr in Speyer und Würzburg
- 1517: Kaspar von Silenen, erster Kommandant der päpstlichen Schweizergarde
- 1572: Isaak Luria, Rabbiner und Religionslehrer
- 1572: Margarethe von Wied-Runkel, deutsche Adlige und Heilkundige

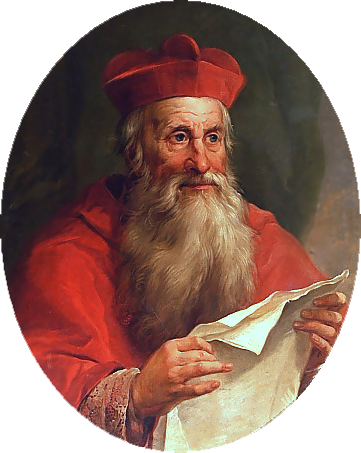
Stanislaus Hosius († 1579)

- 1579: Stanislaus Hosius, deutsch-polnischer Theologe
- 1590: Giovanni Trevisan, Patriarch von Venedig
- 1594: Eleonore von Österreich, Herzogin von Mantua
- 1610: Alonso García de Ramón, spanischer Offizier und Gouverneur von Chile
- 1611: Girolamo Bernerio, italienischer Bischof und Kardinal
- 1611: Kuyucu Murad Pascha, Großwesir des Osmanischen Reiches
- 1614: Matthias Anomäus, deutscher Pädagoge, Mathematiker und Mediziner
- 1629: Heinrich Cunitz, bedeutender Arzt in Schlesien
- 1630: Ferrante II. Gonzaga, Herzog von Guastalla und Herzog von Amalfi
- 1630: Antonio Tempesta, italienischer Maler
- 1658: Gundaker von Liechtenstein, österreichischer Adliger
- 1666: Johan Evertsen, niederländischer Vizeadmiral
- 1694: Hans von Assig, deutscher Dichter und Jurist

### 18. Jahrhundert

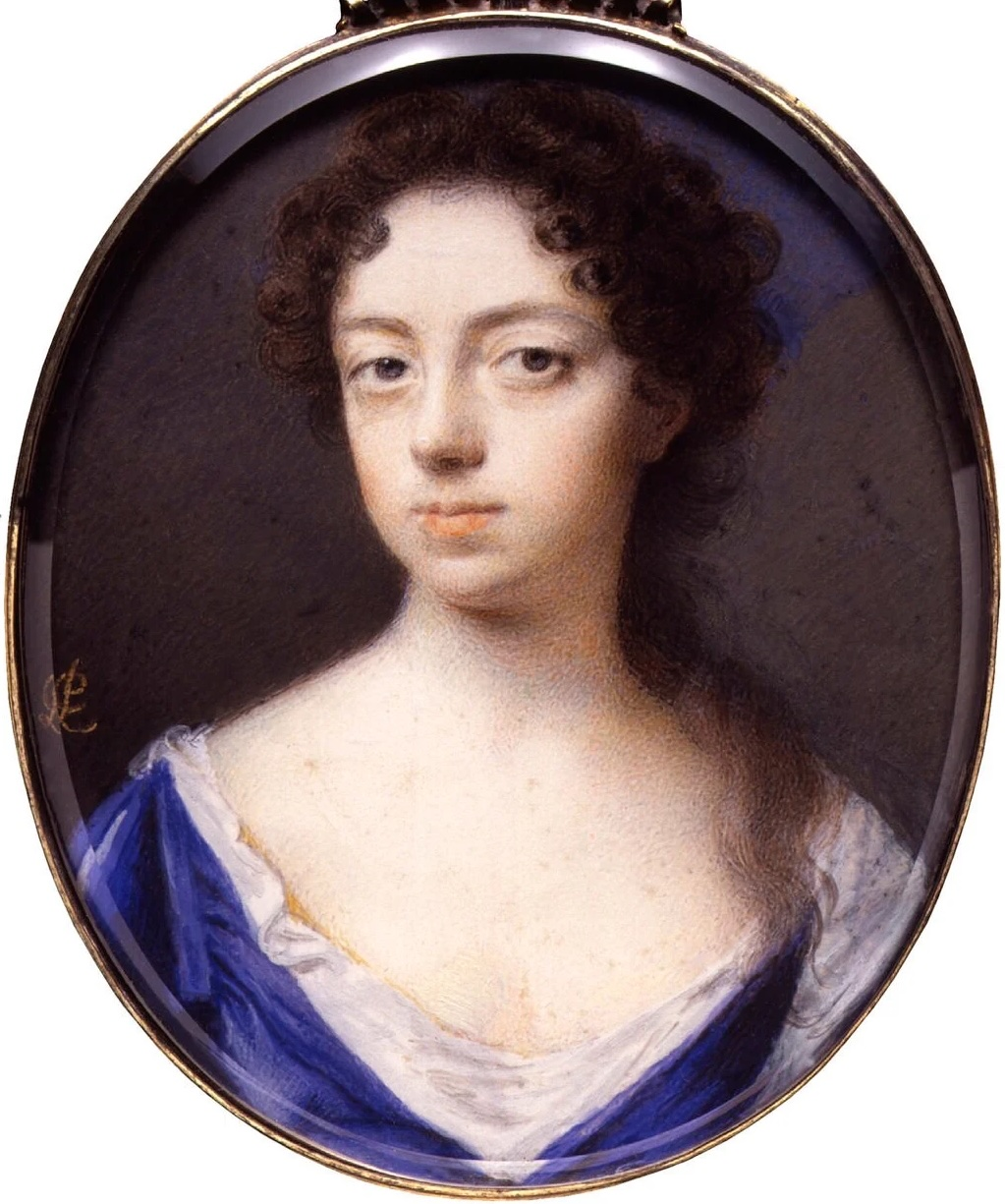
Anne Finch († 1720)

- 1720: Anne Finch, Countess of Winchilsea, englische Dichterin
- 1721: Louis Counet, Lütticher Maler in Trier
- 1724: Athanasios IV. Dabbas, griechisch-orthodoxe Patriarch von Antiochia
- 1727: Khangchenne, tibetischer Adeliger und Minister
- 1729: Thomas Newcomen, britischer Erfinder
- 1739: Friedrich Bernhard, Pfalzgraf und Herzog von Zweibrücken-Birkenfeld zu Gelnhausen
- 1752: Cosmo Gordon, 3. Duke of Gordon, britischer Hochadliger
- 1753: Johann Gottfried Auerbach, deutscher Maler
- 1754: James Gibbs, schottischer Architekt
- 1755: Salomon Deyling, deutscher evangelischer Theologe
- 1757: Antoine Pesne, Hofmaler in Preußen
- 1788: Johann Jakob Simmler, Schweizer evangelischer Geistlicher und Kirchenhistoriker
- 1792: Frederick North, 2. Earl of Guilford, Premierminister von Großbritannien
- 1794: William Fleming, Gouverneur des Commonwealth of Virginia
- 1799: Richard Howe, 1. Earl Howe, britischer Admiral und Erster Lord der Admiralität
- 1800: Johann Georg Büsch, deutscher Pädagoge und Publizist

### 19. Jahrhundert
- 1801: Anastasius Ludwig Mencken, preußischer Verwaltungsreformer
- 1821: Johann Anton Joachim von Arnim, preußischer Landrat und Gutsbesitzer
- 1828: Kilian Ponheimer der Ältere, österreichischer Kupferstecher

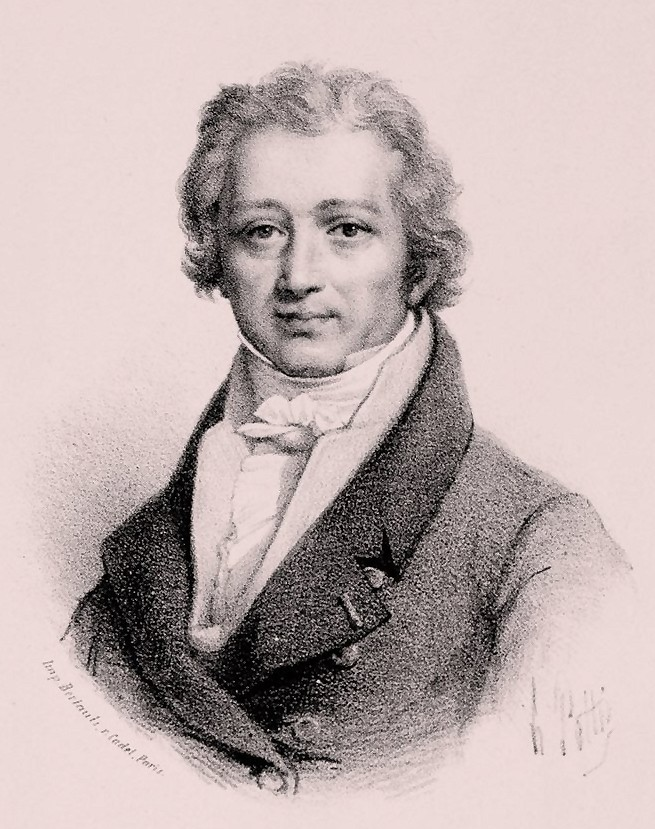
Sébastien Érard († 1831)

- 1831: Sébastien Érard, französischer Instrumentenbauer
- 1834: Gijsbert Karel van Hogendorp, niederländischer Staatsmann
- 1839: Bhimsen Thapa, Regierungschef des Königreichs Gorkha (Nepal)
- 1842: Michael Creizenach, deutscher Pädagoge und Theologe
- 1844: Joel Holleman, US-amerikanischer Politiker
- 1848: Nicola Vaccai, italienischer Komponist
- 1852: František Ladislav Čelakovský, tschechischer Dichter, Journalist, Übersetzer
- 1855: Alexandre Louis Robert de Girardin, französischer General
- 1862: Felix de Muelenaere, belgischer Premierminister
- 1862: Johann Christoph Winters, deutscher Puppenspielleiter und Begründer des Hänneschen-Theaters in Köln
- 1863: Adolph Hesse, deutscher Organist und Komponist
- 1866: William Burton, US-amerikanischer Politiker
- 1866: Johann-Joseph Krug, deutscher Unternehmer
- 1868: Jacques Boucher de Perthes, französischer Hobbyarchäologe (Prähistoriker)
- 1869: Otto von Wenckstern, deutscher Journalist und Revolutionär
- 1870: Wilhelm von Radziwill, preußischer General
- 1872: Charles Eugène Delaunay, französischer Mathematiker und Astronom
- 1872: Friedrich Wilhelm Delkeskamp, deutscher Maler und Kupferstecher

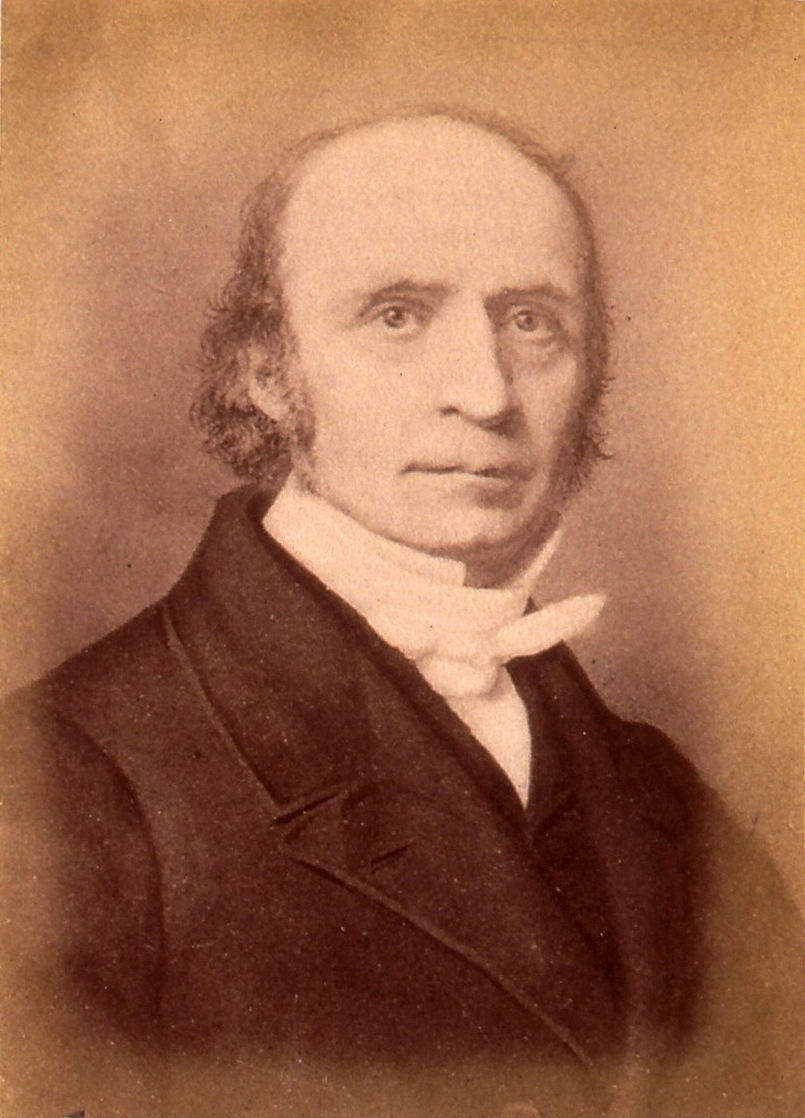
Franz Härter († 1874)

- 1874: Franz Härter, elsässischer Pfarrer
- 1875: David Fries, Schweizer evangelischer Geistlicher und Politiker
- 1877: Philipp von Foltz, deutscher Maler
- 1877: Luigi Legnani, italienischer Sänger, Gitarrist und Komponist
- 1879: Charles Albert Fechter, französisch-britischer Schauspieler
- 1880: Ludwig Binswanger der Ältere, deutscher Psychiater
- 1880: Ferdinand von Hebra, deutscher Dermatologe
- 1881: Spotted Tail, Kriegshäuptling der Lower Brulé-Lakota-Indianer
- 1888: Philip Sheridan, US-amerikanischer General der Unionsarmee im Amerikanischen Bürgerkrieg, Oberbefehlshaber des Heeres, General of the Army

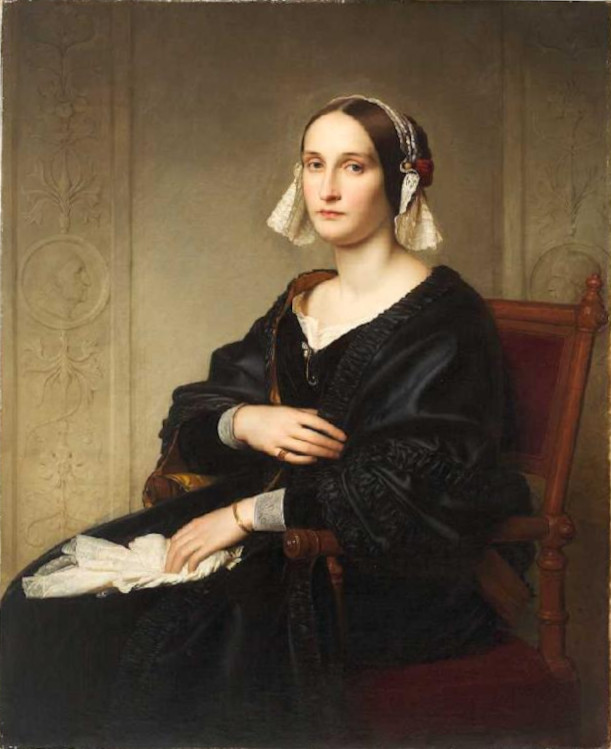
Lida Bendemann († 1895)

- 1889: Fanny Lewald, deutsche Schriftstellerin, Frauenrechtlerin, Salonnière
- 1891: William Morris Davis, US-amerikanischer Politiker
- 1892ː Henriette Feuerbach, deutsche Schriftstellerin
- 1893: Friedrich Wilhelm Adami, deutscher Schriftsteller
- 1895ː Lida Bendemann, deutsche Schriftstellerin
- 1895: Friedrich Engels, deutscher Philosoph, Gesellschaftstheoretiker, Historiker, Journalist und kommunistischer Revolutionär
- 1896: George T. Anthony, US-amerikanischer Politiker
- 1897: Albert Marth, deutscher Astronom
- 1899: Carl du Prel, deutscher Philosoph, Spiritist und okkulter Schriftsteller

### 20. Jahrhundert

#### 1901–1925

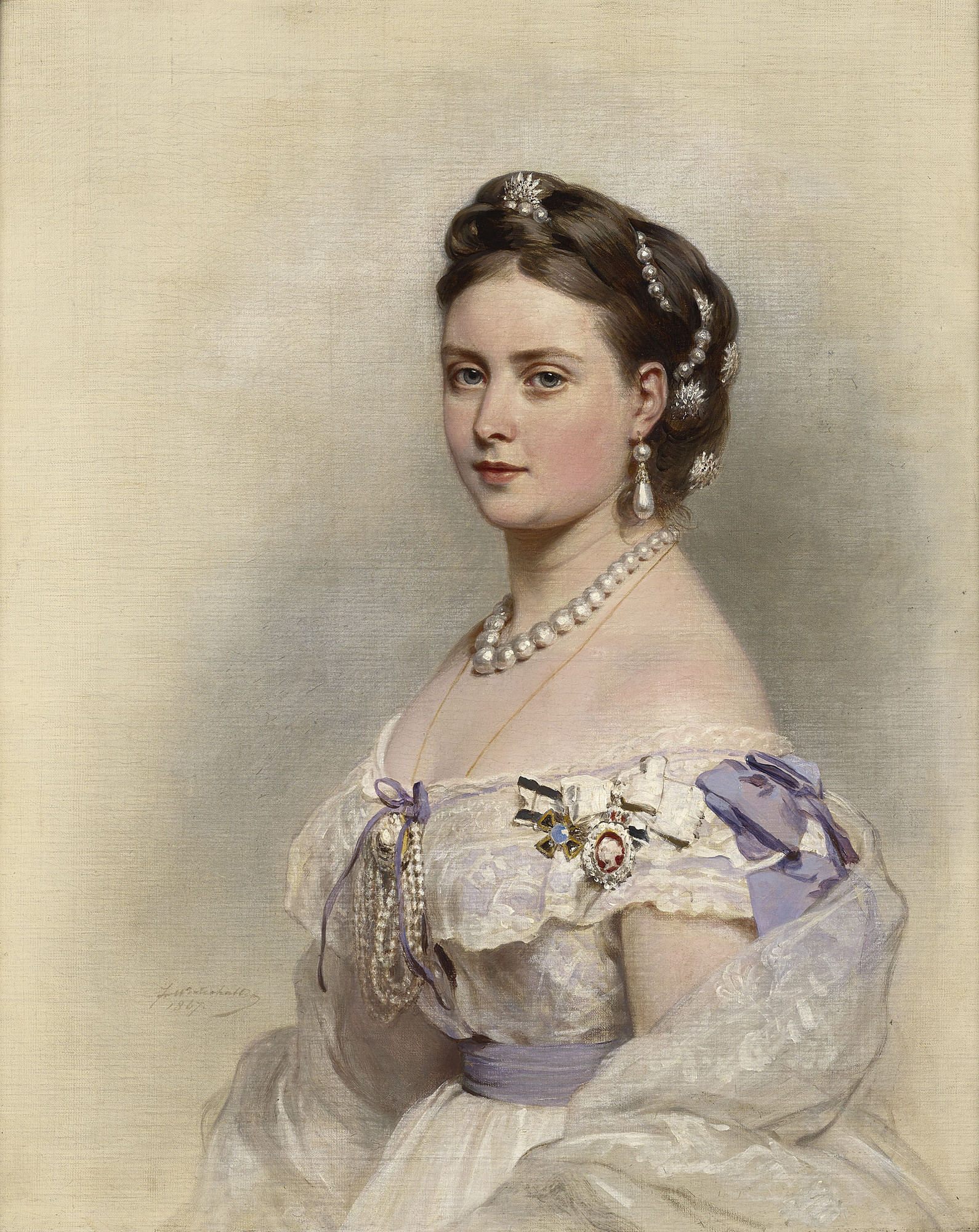
Victoria († 1901)

- 1901: Victoria, preußische Königin und deutsche Kaiserin
- 1903: Oswald Theodor Feller, deutscher Lehrer, Autor und Bergsteiger
- 1904: Aloyse Michalesi, deutsche Opernsängerin (Altistin)
- 1904: Carl Weigert, deutscher Pathologe
- 1905: Anton Ažbe, österreichischer Maler slowenischer Herkunft
- 1905: Julius Stinde, deutscher Chemiker, Journalist und Schriftsteller
- 1909: Miguel Antonio Caro, Präsident Kolumbiens
- 1910: Julius Peter Christian Petersen, dänischer Mathematiker
- 1911: Anton Josef Gruscha, österreichischer Geistlicher, Erzbischof von Wien
- 1914: Alfred Hegar, deutscher Arzt und Gynäkologe
- 1914: Jules Lemaître, französischer Schriftsteller
- 1916: George Butterworth, britischer Komponist
- 1917: Wilhelm Brülle, deutscher Turner
- 1917: Albrecht von Zitzewitz, preußischer Gutsbesitzer und Politiker
- 1918: Peter Strasser, deutscher Luftschiffkapitän
- 1919: Cornelia Gurlitt, deutsche Malerin
- 1922: Sandy Kenyon, US-amerikanischer Schauspieler, Regisseur und Synchronsprecher
- 1923: Vatroslav Jagić, kroatischer Slawist
- 1923: Ahmed Kamāl, ägyptischer Ägyptologe
- 1924: Raymond de Pezzer, französischer Komponist
- 1925ː Joséphine Boulay, französische Organistin, Komponistin und Musikpädagogin
- 1925ː Emily Cumming Harris, neuseeländische Lehrerin und Künstlerin
- 1925: Georges Palante, französischer Philosoph und Anarchist

#### 1926–1950
- 1927: Robert von Dobschütz, preußischer Generalmajor
- 1927: Joseph O’Mara, irischer Operntenor

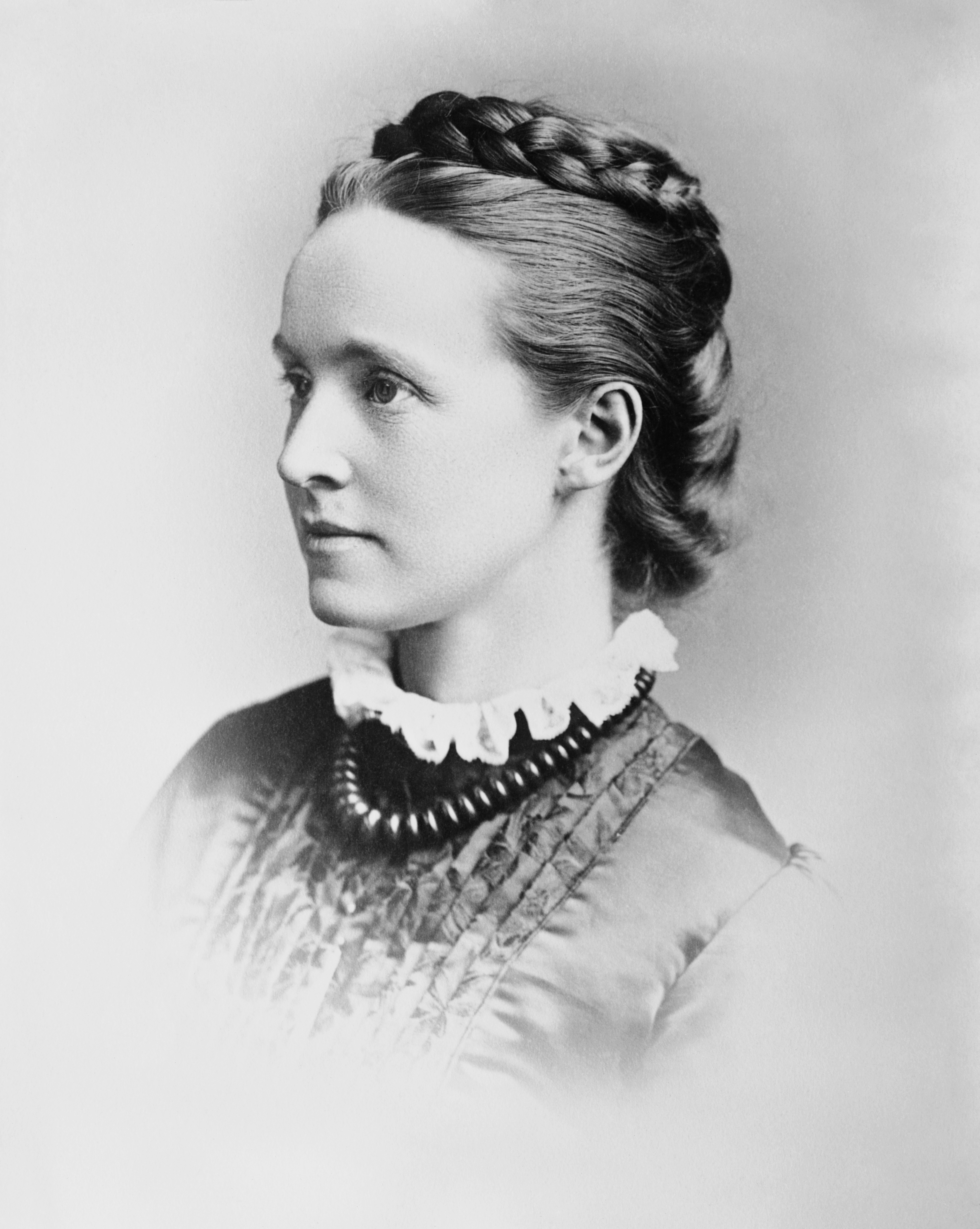
Millicent Garrett Fawcett († 1929)

- 1929: Millicent Garrett Fawcett, britische Frauenrechtlerin
- 1929: António Mendes Bello, portugiesischer Geistlicher, Patriarch von Lissabon und Kardinal
- 1932: Charles Du Bos, französischer Schriftsteller und Literaturkritiker
- 1933: Karl Hagemeister, deutscher impressionistischer Maler
- 1936: Georges Caussade, französischer Komponist
- 1939: Karl Mohns, deutscher Pilot
- 1940: Gerhard Mensch, deutscher Bauingenieur
- 1942: Janusz Korczak, polnischer Arzt, Kinderbuchautor und Pädagoge
- 1942: Hermann von der Lieth-Thomsen, deutscher General
- 1943: Liane Berkowitz, deutsche Widerstandskämpferin gegen den Nationalsozialismus
- 1943: Eva-Maria Buch, deutsche Widerstandskämpferin gegen den Nationalsozialismus

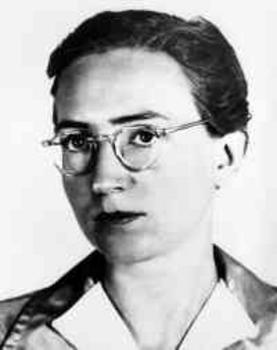
Hilde Coppi († 1943)

- 1943: Hilde Coppi, deutsche Widerstandskämpferin gegen den Nationalsozialismus
- 1943ː Ursula Goetze, deutsche Widerstandskämpferin gegen den und Opfer des Nationalsozialismus
- 1943ː Else Imme, deutsche Widerstandskämpferin, Opfer des Nationalsozialismus

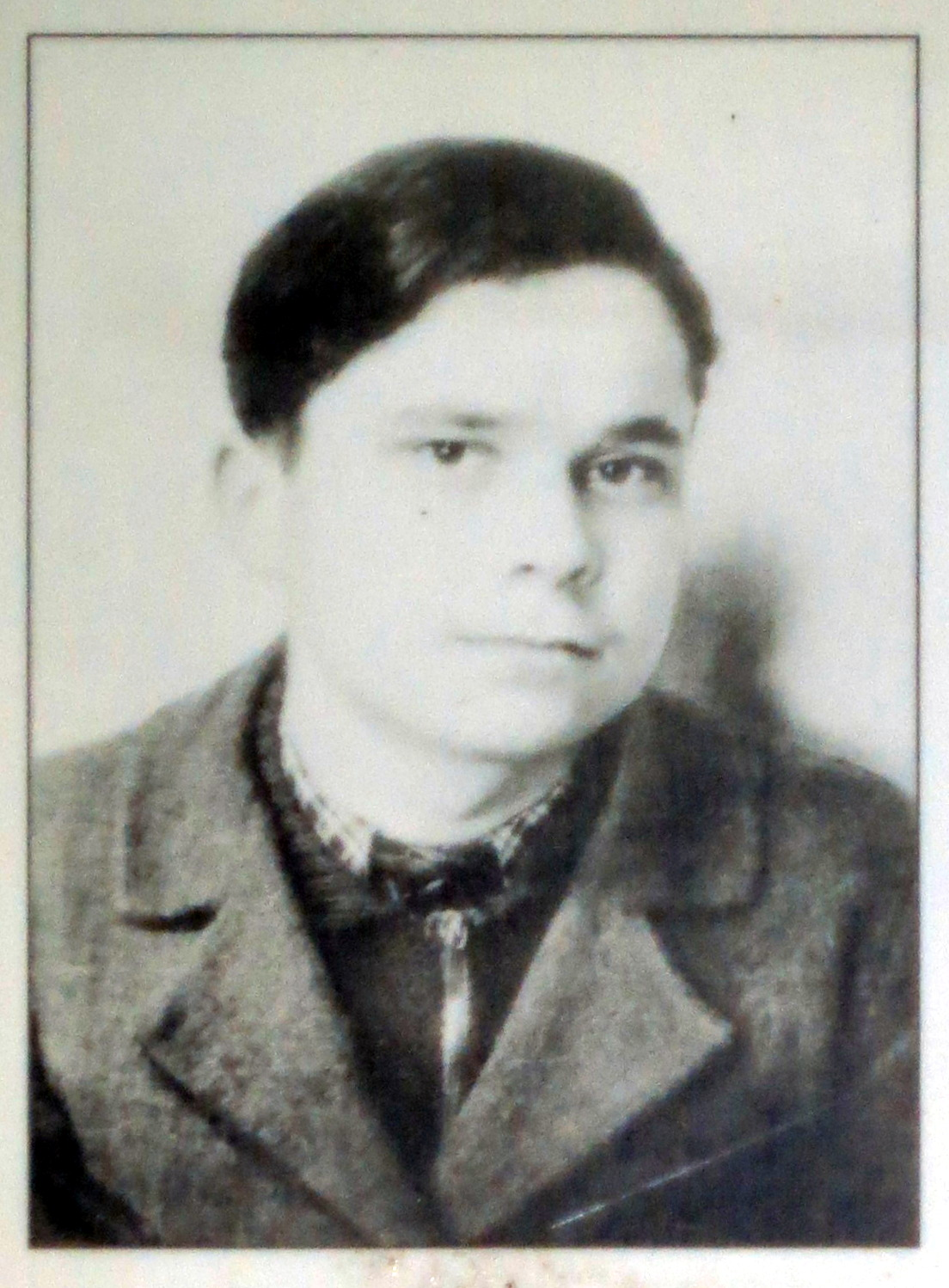
Walter Klingenbeck († 1943)

- 1943: Walter Klingenbeck, deutscher Widerstandskämpfer gegen den Nationalsozialismus
- 1943: Adam Kuckhoff, deutscher Schriftsteller und Widerstandskämpfer gegen den Nationalsozialismus
- 1943ː Klara Schabbel, deutsche Widerstandskämpferin gegen und Opfer des Nationalsozialismus
- 1943ː Rose Schlösinger, deutsche Widerstandskämpferin, Opfer des Nationalsozialismus
- 1943: Oda Schottmüller, deutsche Tänzerin, Bildhauerin und Widerstandskämpferin gegen den Nationalsozialismus
- 1943: Maria Terwiel, deutsche Widerstandskämpferin gegen den Nationalsozialismus
- 1943: Cato Bontjes van Beek, deutsche Widerstandskämpferin gegen den Nationalsozialismus
- 1943ː Frida Wesolek, deutsche Widerstandskämpferin gegen und Opfer des Nationalsozialismus
- 1944: Selma von der Heydt, deutsche Mäzenin
- 1944: Jędrzej Moraczewski, Ministerpräsident Polens
- 1946: Wilhelm Marx, deutscher Jurist und Politiker, MdL, Ministerpräsident, MdR, Reichsminister, Reichskanzler
- 1947: Josef Aigner, österreichischer Landesbeamter und Politiker
- 1947: Hans Sachs, deutscher Politiker und MdR
- 1949: Louis Colas, französischer Automobilrennfahrer
- 1950: Emil Abderhalden, Schweizer Physiologe und Entdecker

#### 1951–1975
- 1953: Josef Hehl, deutscher Töpfer und Keramikkünstler

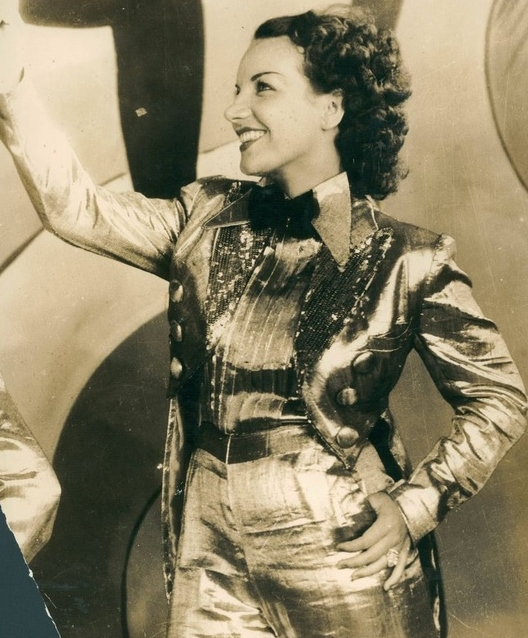
Carmen Miranda († 1955)

- 1955: Carmen Miranda, portugiesische Sängerin und Schauspielerin
- 1956: John Miller Andrews, Premierminister Nordirlands
- 1956: Wilhelm Stockums, deutscher Geistlicher, Weihbischof in Köln
- 1957: Martin Elsaesser, deutscher Architekturprofessor
- 1957: Heinrich Wieland, deutscher Chemiker
- 1958: Regino Boti, kubanischer Schriftsteller
- 1958: Joseph Holbrooke, englischer Komponist, Dirigent und Pianist
- 1958: Carl Westergren, schwedischer Ringer
- 1960: Arthur Meighen, kanadischer Politiker, Premierminister
- 1960: Lori Sutton, US-amerikanische Schauspielerin
- 1961: Hanns Seidel, deutscher Politiker, MdL, Landesminister, Ministerpräsident Bayerns
- 1962: John Willie, britischer Pionier der Fetischfotografie und Bondagekünstler
- 1963: Friedrich Funk, deutscher Politiker, MdB
- 1963: Annie Rosar, österreichische Schauspielerin
- 1963: Salvador Bacarisse, spanischer Komponist

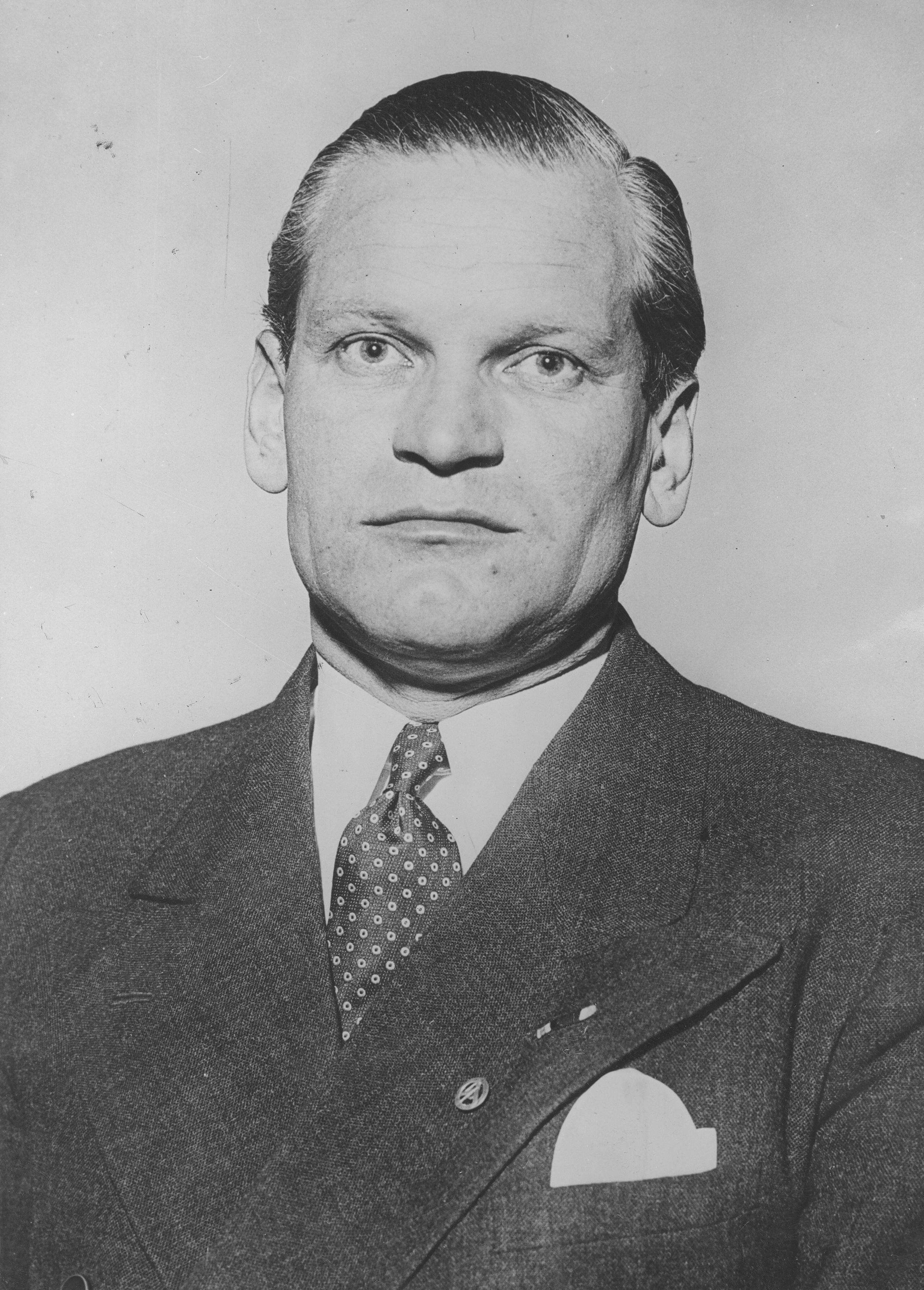
Karl Ritter von Halt († 1964)

- 1964: Karl Ritter von Halt, deutscher Leichtathlet und Sportfunktionär, Reichssportführer, Präsident des NOK
- 1964: Art Ross, kanadischer Eishockeytrainer
- 1966: Anna Bachmann-Eugster, erste Berufsberaterin für Frauen in der Schweiz und Mitbegründerin der Zentralstelle für Frauenberufe
- 1968: Carlyle Atkinson, britischer Schwimmer
- 1968: Luther Perkins, US-amerikanischer Gitarrist
- 1969: Charlotte Ander, deutsche Schauspielerin
- 1969: Adolf Friedrich zu Mecklenburg, deutscher Kolonialbeamter und Sportfunktionär, letzter Gouverneur von Deutsch-Togo, erster Präsident des NOK
- 1970: Albin Kitzinger, deutscher Fußballspieler
- 1970: Magdalene Pauli, deutsche Schriftstellerin
- 1972: Mezz Mezzrow, US-amerikanischer Jazz-Sopransaxophonist und Klarinettist
- 1973: Barbette, US-amerikanischer Trapezkünstler
- 1973: M. Agejew, russischer Autor
- 1975: Gustav von Wangenheim, deutscher Schauspieler und Regisseur

#### 1976–2000
- 1976: Ole Mørk Sandvik, norwegischer Volksliedsammler, Musikforscher und -pädagoge

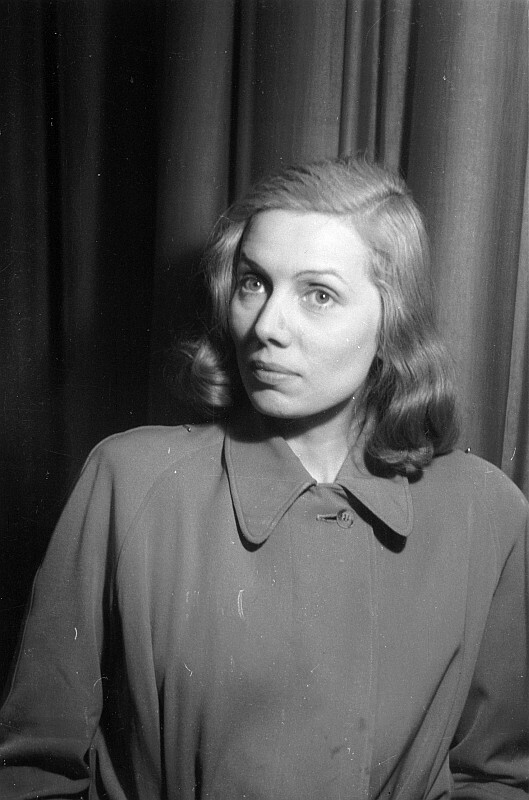
Lu Säuberlich († 1976)

- 1976: Lu Säuberlich, deutsche Schauspielerin
- 1977: Gerhard Just, deutscher Schauspieler
- 1977: Max Kaus, deutscher Maler und Graphiker
- 1977: Otto Kuhler, deutsch-amerikanischer Automobildesigner
- 1977: Kurt Pomplun, deutscher Heimatforscher
- 1978: Earl Clark, US-amerikanischer American-Football-Spieler und -Trainer
- 1978: Victor Hasselblad, schwedischer Fotograf und Erfinder
- 1978: Ernst Melchior, österreichischer Fußballspieler
- 1979: Joseph Arregui y Yparaguirre, spanischer Geistlicher
- 1981: Jean Bobescu, rumänischer Violinist, Dirigent und Musikpädagoge
- 1981: Jerzy Neyman, polnischer Mathematiker und Autor
- 1982: Dieter Borsche, deutscher Theater- und Filmschauspieler
- 1983: Bart J. Bok, US-amerikanischer Astronom
- 1983: Joan Robinson, britische Ökonomin
- 1983: Johann Sklenka, österreichischer Komponist, Kabarettist, Schauspieler und Regisseur

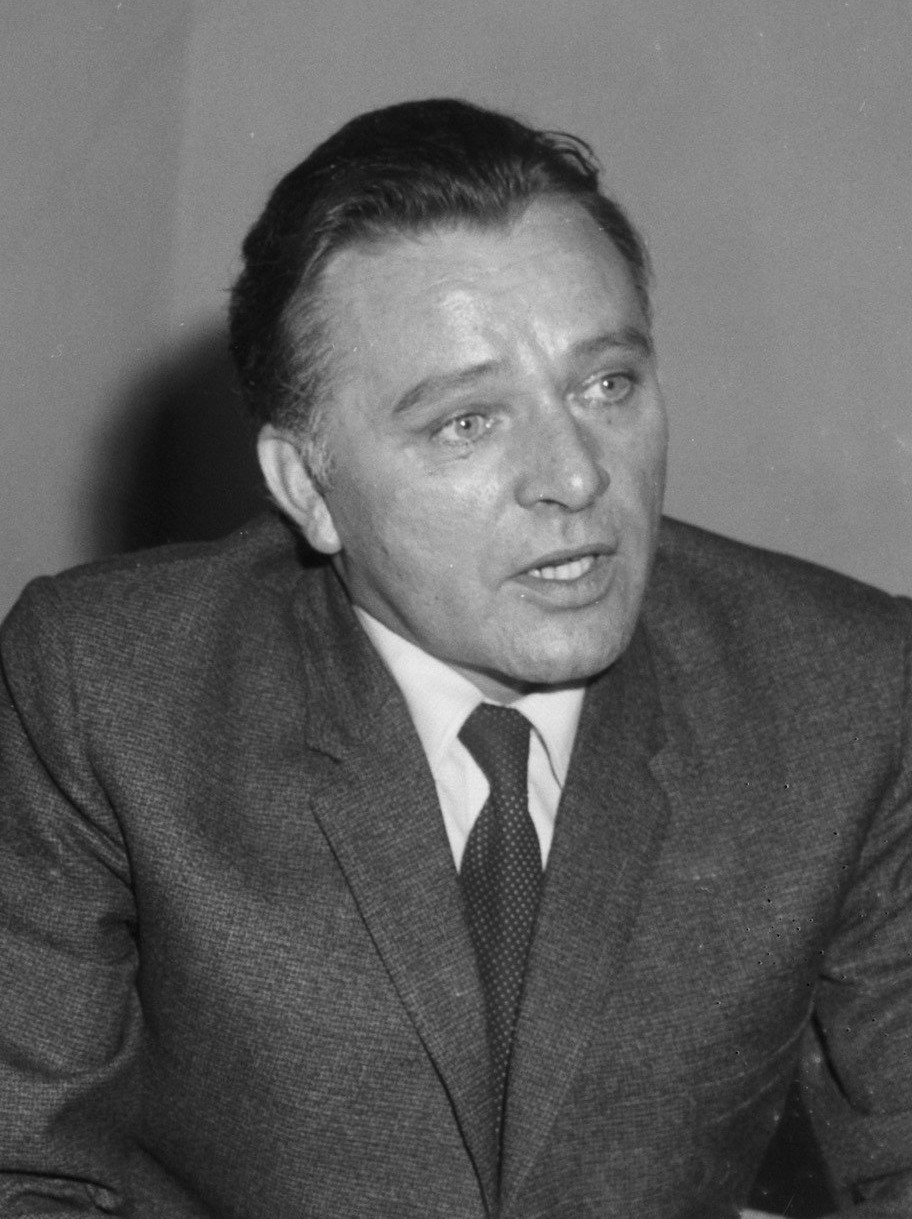
Richard Burton († 1984)

- 1984: Richard Burton, britischer Filmschauspieler
- 1984: Rudolf Hagelstange, deutscher Schriftsteller
- 1984: Gertrud Savelsberg, deutsche Sozialwissenschaftlerin
- 1984: Hertha Thiele, deutsche Schauspielerin
- 1985: Juozas Žilevičius, litauischer Komponist, Organist, Musikpädagoge und -wissenschaftler
- 1986: Artur Stegner, deutscher Politiker, MdB, MdL
- 1987: Zygmunt Mycielski, polnischer Komponist
- 1987: Shibusawa Tatsuhiko, japanischer Schriftsteller
- 1988: Colin Higgins, australischer Schriftsteller, Filmregisseur und Drehbuchautor
- 1989: Pieter Arie Hendrik de Boer, niederländischer reformierter Theologe
- 1989: Josef Nöcker, deutscher Mediziner und Sportfunktionär
- 1990: Ivan Blatný, tschechischer Dichter und Schriftsteller
- 1991: Paul Brown, US-amerikanischer Footballtrainer

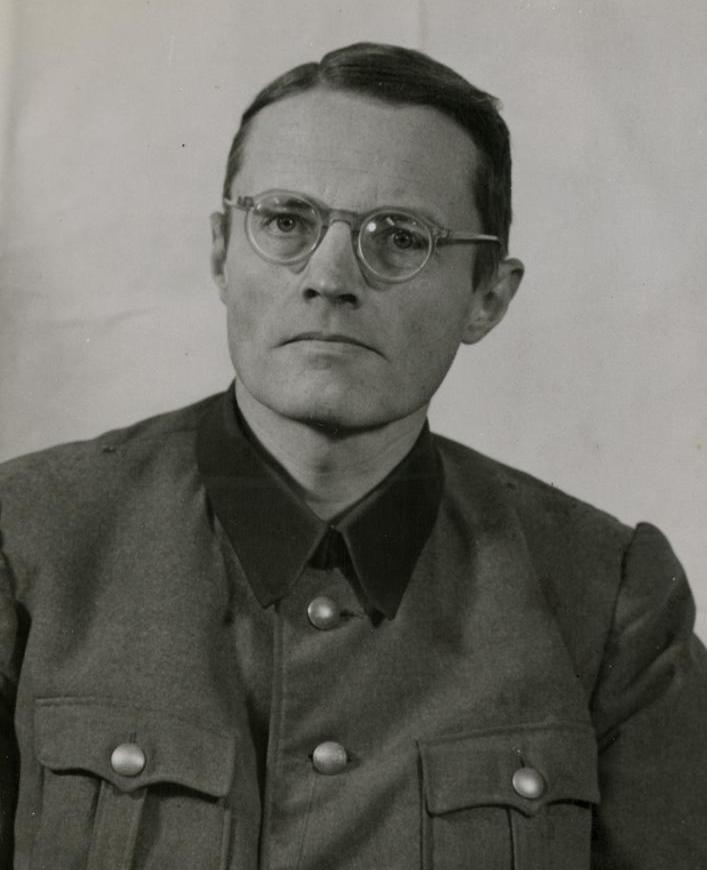
Hermann Cuhorst († 1991)

- 1991: Hermann Cuhorst, deutscher Jurist
- 1991: Gaston Litaize, französischer Komponist, Organist und Musikpädagoge
- 1992: Robert Muldoon, neuseeländischer Premierminister
- 1992: Jeff Porcaro, US-amerikanischer Schlagzeuger (Toto)
- 1993: Eugen Suchoň, slowakischer Komponist
- 1994: Alain de Changy, belgischer Automobilrennfahrer
- 1995: Agha Hasan Abedi, pakistanischer Bankier
- 1995: Udo Giulini, deutscher Jurist, Unternehmer und Politiker, MdB
- 1996: Kurt Partzsch, deutscher Ingenieur und Politiker, MdL, Landesminister
- 1996: Roman Schnur, deutscher Staatsrechtler
- 1997: Elisabeth Höngen, deutsche Sängerin
- 1997: Alma Kettig, deutsche Politikerin, MdB, Widerstandskämpferin gegen den Nationalsozialismus, Gewerkschafterin und Friedensaktivistin
- 1998: Bernhard Achterberg, deutscher Psychologe, Psychotherapeut und Hochschullehrer
- 1998: Otto Kretschmer, deutscher U-Boot-Kommandant
- 1998: Todor Schiwkow, bulgarischer Staatschef
- 2000: Alec Guinness, britischer Schauspieler

### 21. Jahrhundert

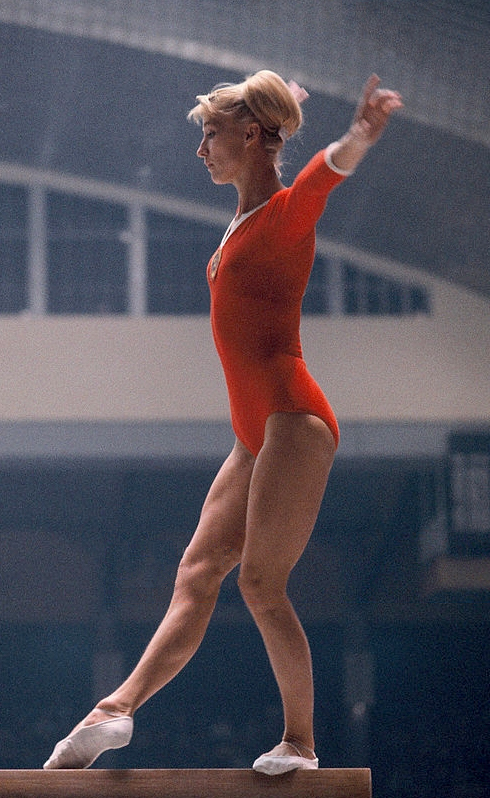
Polina Astachowa († 2005)

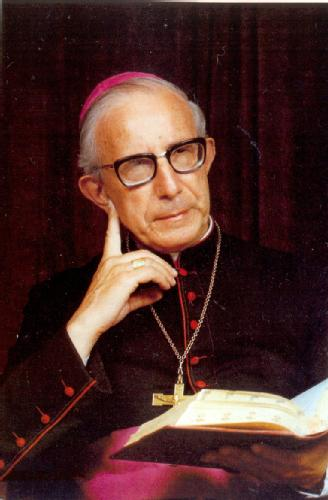
Manuel d’Almeida Trindade († 2008)

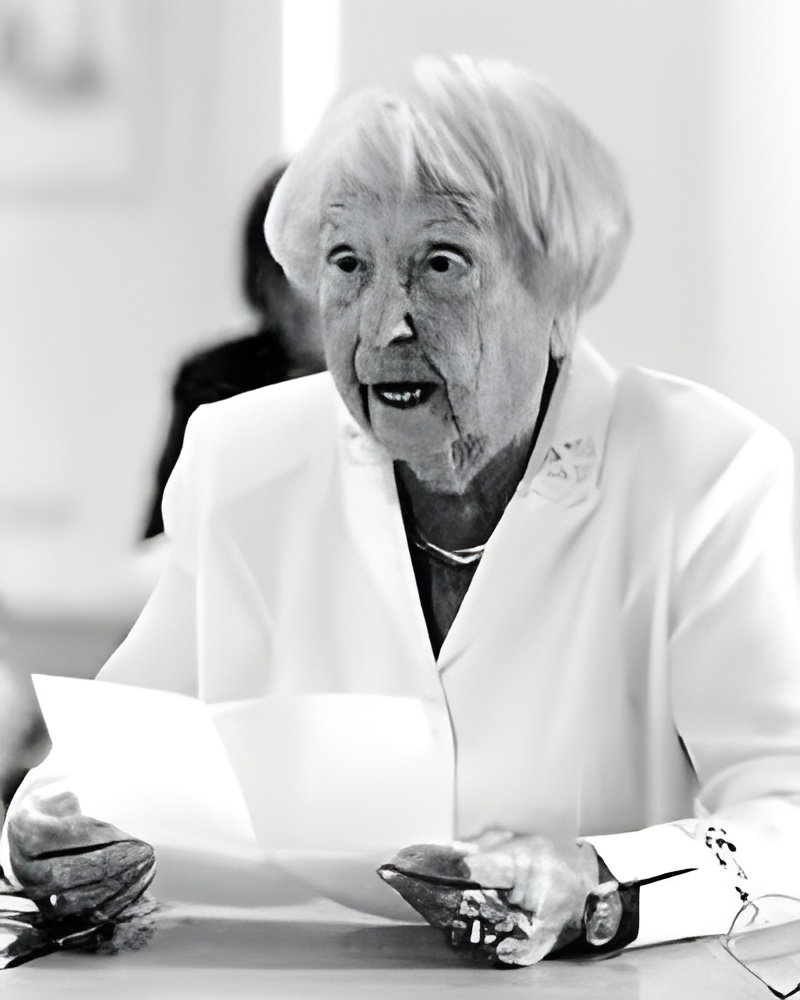
Elfriede Brüning († 2014)

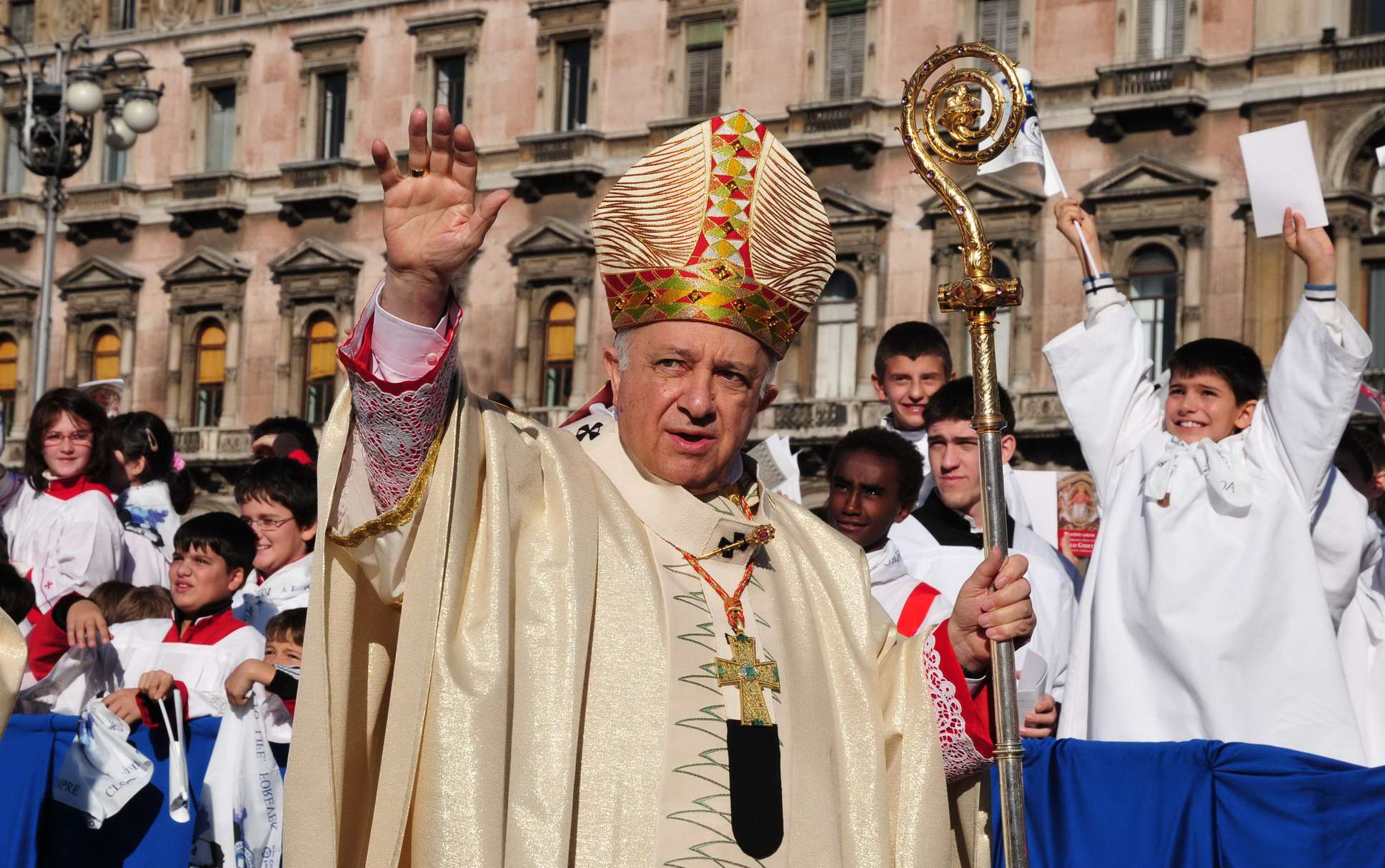
Dionigi Tettamanzi († 2017)

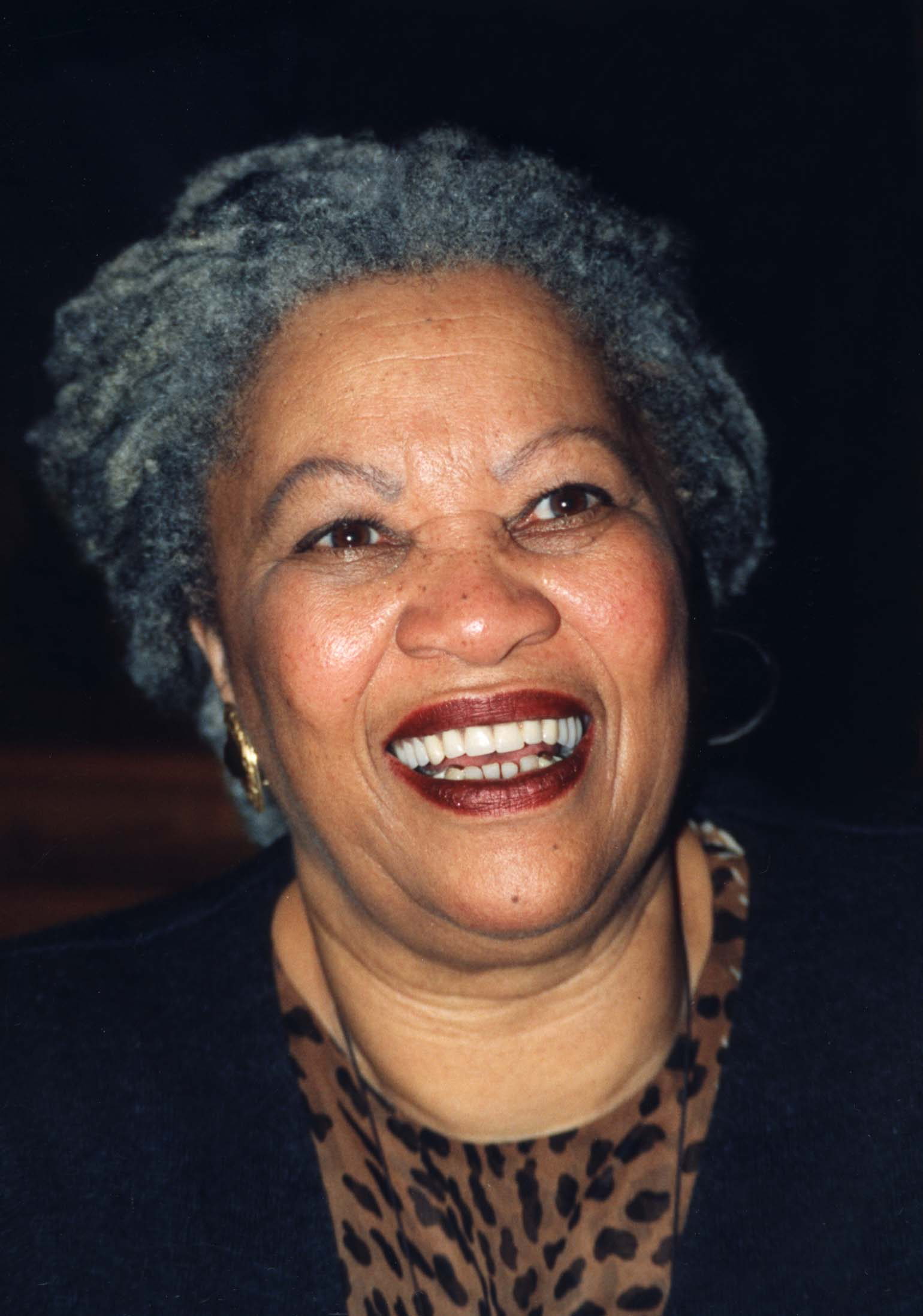
Toni Morrison († 2019)

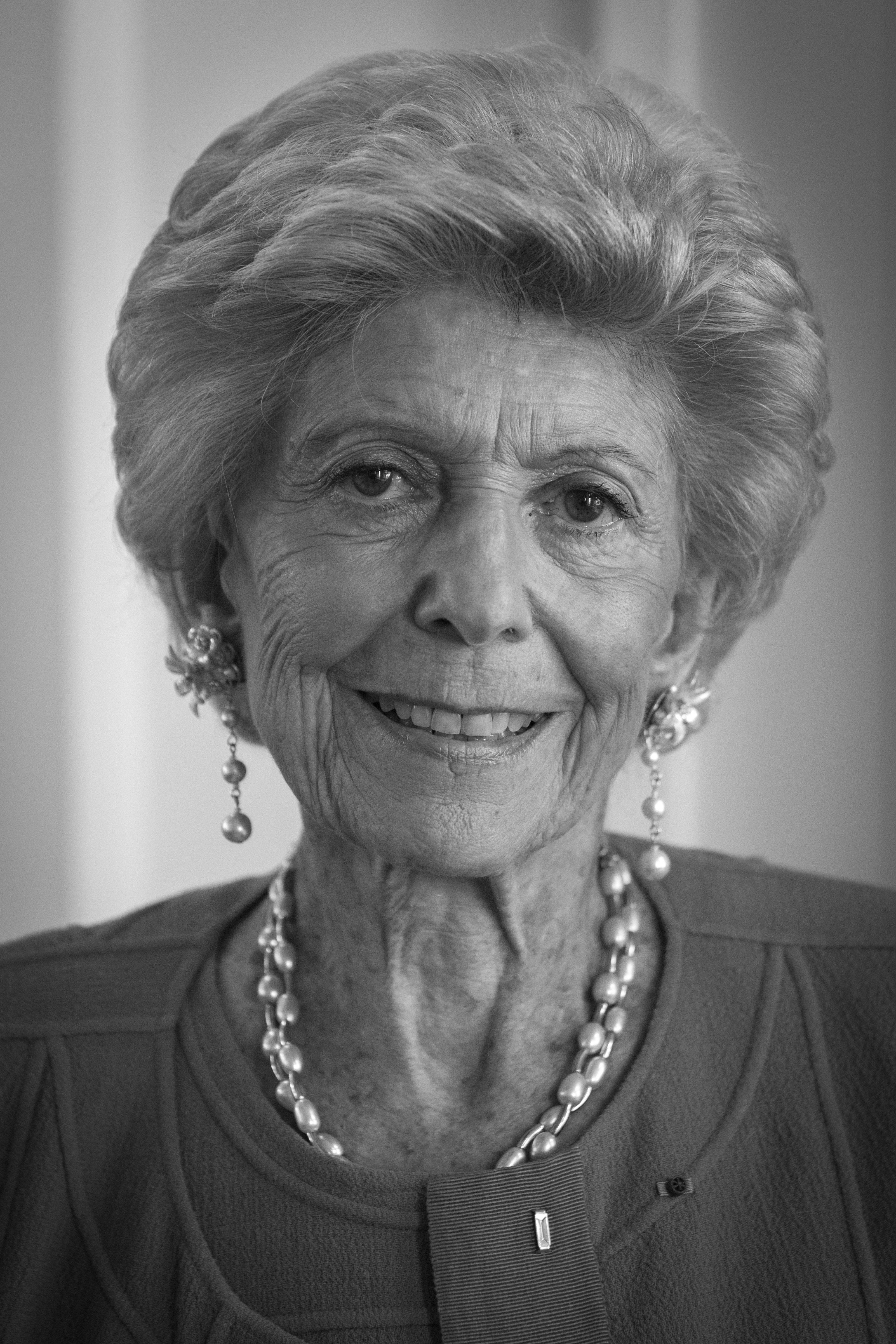
Hélène Carrère d’Encausse († 2023)

- 2001: Otema Allimadi, ugandischer Politiker
- 2001: Ingo Braecklein, Bischof der evangelischen Landeskirche von Thüringen
- 2001: Bahne Rabe, deutscher Ruderer
- 2002: Francisco Coloane, chilenischer Schriftsteller
- 2002: Franco Lucentini, italienischer Übersetzer, Journalist und Schriftsteller
- 2003: Carlo Còccioli, italienischer Schriftsteller
- 2003: Heinz Krekeler, deutscher Chemiker und Politiker
- 2004: Uri Adelman, israelischer Schriftsteller, Musiker und Komponist
- 2005: Horst Ankermann, deutscher Pharmakologe und Bildhauer
- 2005: Polina Astachowa, ukrainische Turnerin
- 2005: Raymond Klibansky, kanadischer Philosoph
- 2006: Susan Butcher, US-amerikanische Hundetrainerin
- 2006: Adrienne Clostre, französische Komponistin
- 2006: Daniel Schmid, Schweizer Filmregisseur
- 2007: Jean-Marie Lustiger, Erzbischof von Paris und Kardinal
- 2007: Pedro Mesías, chilenischer Pianist und Dirigent
- 2008ː Lottie Brunn, deutsche Jongleurin
- 2008: Manuel d’Almeida Trindade, portugiesischer Bischof
- 2008: Eva Pflug, deutsche Schauspielerin
- 2009: Hartmut Atsma, deutscher Historiker und Diplomatiker
- 2009: Hans Müllejans, deutscher Theologe und Aachener Dompropst
- 2010: Francisco María Aguilera González, mexikanischer Theologe und Weihbischof
- 2010: Fritz B. Busch, deutscher Journalist
- 2011: Andrzej Lepper, polnischer Politiker
- 2012: Erwin Axer, polnischer Theaterregisseur
- 2012: Michel Daerden, belgischer Politiker
- 2012: Chavela Vargas, costa-ricanisch-mexikanische Sängerin
- 2013: Ruth Asawa, US-amerikanische Bildhauerin
- 2013: George Duke, US-amerikanischer Jazzmusiker
- 2013: Robert Häusser, deutscher Fotograf
- 2014: Elfriede Brüning, deutsche Schriftstellerin
- 2014: Harold J. Greene, US-amerikanischer General
- 2015: Richard W. Dill, deutscher Fernsehjournalist, Programmdirektor und Medienwissenschaftler
- 2015: Ernst Seidel, deutscher Jurist und Unternehmer
- 2016: Robin Chichester-Clark, britischer Politiker
- 2016: Alphons Egli, Schweizer Politiker
- 2016: Ines Mandl, US-amerikanisch-österreichische Biochemikerin
- 2017: Dionigi Tettamanzi, italienischer Kardinal
- 2017: Ernst Zündel, deutscher Holocaust-Leugner
- 2018: Alfred Hertel, österreichischer Oboist
- 2018: Matthew Sweeney, irischer Lyriker
- 2019: Hilla Jablonsky, deutsche Malerin und Zeichnerin
- 2019: Otwin Massing, deutscher Politikwissenschaftler und Soziologe
- 2019: Toni Morrison, US-amerikanische Schriftstellerin
- 2020: Wilhelm Beermann, deutscher Manager
- 2020: Shivajirao Patil Nilangekar, indischer Politiker
- 2021: Jewhen Martschuk, ukrainischer Politiker
- 2021: Gábor Novák, ungarischer Kanute
- 2022: Clu Gulager, US-amerikanischer Schauspieler
- 2022: Rudi Knez, jugoslawischer Eishockeytorwart
- 2022: Mike Lang, US-amerikanischer Jazz- und Studiomusiker
- 2022: Bob Lay, australischer Sprinter
- 2022: Mark Paterson, neuseeländischer Segler
- 2022: Wolfgang Schikowski, deutscher Brigadegeneral
- 2023: Hélène Carrère d’Encausse, französische Historikerin und Politikerin
- 2024ː Patti Yasutake, US-amerikanische Schauspielerin
- 2025ː Nancy King, amerikanische Jazz-Sängerin
- 2025: Frank Mill, deutscher Fußballspieler

## Feier- und Gedenktage
- Kirchliche Gedenktage
  - Franz Härter, elsässischer Pfarrer (evangelisch)
  - Hl. Fabianus, römischer Bischof, Märtyrer und Schutzpatron (orthodox)
  - Maria Schnee, Weihe der römischen Patriarchalbasilika Santa Maria Maggiore (katholisch)
- Namenstage
  - Abel, Oswald
- Staatliche Feier- und Gedenktage
  - Kroatien, Tag des Sieges und der heimatlichen Dankbarkeit (seit 1996)

Weitere Einträge enthält die Liste von Gedenk- und Aktionstagen.